# 1837
Portal Geschichte | Portal Biografien | Aktuelle Ereignisse | Jahreskalender | Tagesartikel

◄ |
18. Jahrhundert |
19. Jahrhundert
| 20. Jahrhundert | ►

◄ |
1800er |
1810er |
1820er |
1830er
| 1840er | 1850er | 1860er | ►

◄◄ |
◄ |
1833 |
1834 |
1835 |
1836 |
1837
| 1838 | 1839 | 1840 | 1841 | ► | ►►
Staatsoberhäupter · Wahlen · Nekrolog  · Literaturjahr · Musikjahr
| Januar | Januar | Januar | Januar | Januar | Januar | Januar | Januar |
| Kw     | Mo     | Di     | Mi     | Do     | Fr     | Sa     | So     |
| ------ | ------ | ------ | ------ | ------ | ------ | ------ | ------ |
| 52     |        |        |        |        |        |        | 1      |
| 1      | 2      | 3      | 4      | 5      | 6      | 7      | 8      |
| 2      | 9      | 10     | 11     | 12     | 13     | 14     | 15     |
| 3      | 16     | 17     | 18     | 19     | 20     | 21     | 22     |
| 4      | 23     | 24     | 25     | 26     | 27     | 28     | 29     |
| 5      | 30     | 31     |        |        |        |        |        |

| Februar | Februar | Februar | Februar | Februar | Februar | Februar | Februar |
| Kw      | Mo      | Di      | Mi      | Do      | Fr      | Sa      | So      |
| ------- | ------- | ------- | ------- | ------- | ------- | ------- | ------- |
| 5       |         |         | 1       | 2       | 3       | 4       | 5       |
| 6       | 6       | 7       | 8       | 9       | 10      | 11      | 12      |
| 7       | 13      | 14      | 15      | 16      | 17      | 18      | 19      |
| 8       | 20      | 21      | 22      | 23      | 24      | 25      | 26      |
| 9       | 27      | 28      |         |         |         |         |         |

| März | März | März | März | März | März | März | März |
| Kw   | Mo   | Di   | Mi   | Do   | Fr   | Sa   | So   |
| ---- | ---- | ---- | ---- | ---- | ---- | ---- | ---- |
| 9    |      |      | 1    | 2    | 3    | 4    | 5    |
| 10   | 6    | 7    | 8    | 9    | 10   | 11   | 12   |
| 11   | 13   | 14   | 15   | 16   | 17   | 18   | 19   |
| 12   | 20   | 21   | 22   | 23   | 24   | 25   | 26   |
| 13   | 27   | 28   | 29   | 30   | 31   |      |      |

| April | April | April | April | April | April | April | April |
| Kw    | Mo    | Di    | Mi    | Do    | Fr    | Sa    | So    |
| ----- | ----- | ----- | ----- | ----- | ----- | ----- | ----- |
| 13    |       |       |       |       |       | 1     | 2     |
| 14    | 3     | 4     | 5     | 6     | 7     | 8     | 9     |
| 15    | 10    | 11    | 12    | 13    | 14    | 15    | 16    |
| 16    | 17    | 18    | 19    | 20    | 21    | 22    | 23    |
| 17    | 24    | 25    | 26    | 27    | 28    | 29    | 30    |

| Mai | Mai | Mai | Mai | Mai | Mai | Mai | Mai |
| Kw  | Mo  | Di  | Mi  | Do  | Fr  | Sa  | So  |
| --- | --- | --- | --- | --- | --- | --- | --- |
| 18  | 1   | 2   | 3   | 4   | 5   | 6   | 7   |
| 19  | 8   | 9   | 10  | 11  | 12  | 13  | 14  |
| 20  | 15  | 16  | 17  | 18  | 19  | 20  | 21  |
| 21  | 22  | 23  | 24  | 25  | 26  | 27  | 28  |
| 22  | 29  | 30  | 31  |     |     |     |     |

| Juni | Juni | Juni | Juni | Juni | Juni | Juni | Juni |
| Kw   | Mo   | Di   | Mi   | Do   | Fr   | Sa   | So   |
| ---- | ---- | ---- | ---- | ---- | ---- | ---- | ---- |
| 22   |      |      |      | 1    | 2    | 3    | 4    |
| 23   | 5    | 6    | 7    | 8    | 9    | 10   | 11   |
| 24   | 12   | 13   | 14   | 15   | 16   | 17   | 18   |
| 25   | 19   | 20   | 21   | 22   | 23   | 24   | 25   |
| 26   | 26   | 27   | 28   | 29   | 30   |      |      |

| Juli | Juli | Juli | Juli | Juli | Juli | Juli | Juli |
| Kw   | Mo   | Di   | Mi   | Do   | Fr   | Sa   | So   |
| ---- | ---- | ---- | ---- | ---- | ---- | ---- | ---- |
| 26   |      |      |      |      |      | 1    | 2    |
| 27   | 3    | 4    | 5    | 6    | 7    | 8    | 9    |
| 28   | 10   | 11   | 12   | 13   | 14   | 15   | 16   |
| 29   | 17   | 18   | 19   | 20   | 21   | 22   | 23   |
| 30   | 24   | 25   | 26   | 27   | 28   | 29   | 30   |
| 31   | 31   |      |      |      |      |      |      |

| August | August | August | August | August | August | August | August |
| Kw     | Mo     | Di     | Mi     | Do     | Fr     | Sa     | So     |
| ------ | ------ | ------ | ------ | ------ | ------ | ------ | ------ |
| 31     |        | 1      | 2      | 3      | 4      | 5      | 6      |
| 32     | 7      | 8      | 9      | 10     | 11     | 12     | 13     |
| 33     | 14     | 15     | 16     | 17     | 18     | 19     | 20     |
| 34     | 21     | 22     | 23     | 24     | 25     | 26     | 27     |
| 35     | 28     | 29     | 30     | 31     |        |        |        |

| September | September | September | September | September | September | September | September |
| Kw        | Mo        | Di        | Mi        | Do        | Fr        | Sa        | So        |
| --------- | --------- | --------- | --------- | --------- | --------- | --------- | --------- |
| 35        |           |           |           |           | 1         | 2         | 3         |
| 36        | 4         | 5         | 6         | 7         | 8         | 9         | 10        |
| 37        | 11        | 12        | 13        | 14        | 15        | 16        | 17        |
| 38        | 18        | 19        | 20        | 21        | 22        | 23        | 24        |
| 39        | 25        | 26        | 27        | 28        | 29        | 30        |           |

| Oktober | Oktober | Oktober | Oktober | Oktober | Oktober | Oktober | Oktober |
| Kw      | Mo      | Di      | Mi      | Do      | Fr      | Sa      | So      |
| ------- | ------- | ------- | ------- | ------- | ------- | ------- | ------- |
| 39      |         |         |         |         |         |         | 1       |
| 40      | 2       | 3       | 4       | 5       | 6       | 7       | 8       |
| 41      | 9       | 10      | 11      | 12      | 13      | 14      | 15      |
| 42      | 16      | 17      | 18      | 19      | 20      | 21      | 22      |
| 43      | 23      | 24      | 25      | 26      | 27      | 28      | 29      |
| 44      | 30      | 31      |         |         |         |         |         |

| November | November | November | November | November | November | November | November |
| Kw       | Mo       | Di       | Mi       | Do       | Fr       | Sa       | So       |
| -------- | -------- | -------- | -------- | -------- | -------- | -------- | -------- |
| 44       |          |          | 1        | 2        | 3        | 4        | 5        |
| 45       | 6        | 7        | 8        | 9        | 10       | 11       | 12       |
| 46       | 13       | 14       | 15       | 16       | 17       | 18       | 19       |
| 47       | 20       | 21       | 22       | 23       | 24       | 25       | 26       |
| 48       | 27       | 28       | 29       | 30       |          |          |          |

| Dezember | Dezember | Dezember | Dezember | Dezember | Dezember | Dezember | Dezember |
| Kw       | Mo       | Di       | Mi       | Do       | Fr       | Sa       | So       |
| -------- | -------- | -------- | -------- | -------- | -------- | -------- | -------- |
| 48       |          |          |          |          | 1        | 2        | 3        |
| 49       | 4        | 5        | 6        | 7        | 8        | 9        | 10       |
| 50       | 11       | 12       | 13       | 14       | 15       | 16       | 17       |
| 51       | 18       | 19       | 20       | 21       | 22       | 23       | 24       |
| 52       | 25       | 26       | 27       | 28       | 29       | 30       | 31       |

| Januar | Januar | Januar | Januar | Januar | Januar | Januar | Januar |
| Kw     | Mo     | Di     | Mi     | Do     | Fr     | Sa     | So     |
| ------ | ------ | ------ | ------ | ------ | ------ | ------ | ------ |
| 52     |        |        |        |        |        |        | 1      |
| 1      | 2      | 3      | 4      | 5      | 6      | 7      | 8      |
| 2      | 9      | 10     | 11     | 12     | 13     | 14     | 15     |
| 3      | 16     | 17     | 18     | 19     | 20     | 21     | 22     |
| 4      | 23     | 24     | 25     | 26     | 27     | 28     | 29     |
| 5      | 30     | 31     |        |        |        |        |        |

| Februar | Februar | Februar | Februar | Februar | Februar | Februar | Februar |
| Kw      | Mo      | Di      | Mi      | Do      | Fr      | Sa      | So      |
| ------- | ------- | ------- | ------- | ------- | ------- | ------- | ------- |
| 5       |         |         | 1       | 2       | 3       | 4       | 5       |
| 6       | 6       | 7       | 8       | 9       | 10      | 11      | 12      |
| 7       | 13      | 14      | 15      | 16      | 17      | 18      | 19      |
| 8       | 20      | 21      | 22      | 23      | 24      | 25      | 26      |
| 9       | 27      | 28      |         |         |         |         |         |

| März | März | März | März | März | März | März | März |
| Kw   | Mo   | Di   | Mi   | Do   | Fr   | Sa   | So   |
| ---- | ---- | ---- | ---- | ---- | ---- | ---- | ---- |
| 9    |      |      | 1    | 2    | 3    | 4    | 5    |
| 10   | 6    | 7    | 8    | 9    | 10   | 11   | 12   |
| 11   | 13   | 14   | 15   | 16   | 17   | 18   | 19   |
| 12   | 20   | 21   | 22   | 23   | 24   | 25   | 26   |
| 13   | 27   | 28   | 29   | 30   | 31   |      |      |

| April | April | April | April | April | April | April | April |
| Kw    | Mo    | Di    | Mi    | Do    | Fr    | Sa    | So    |
| ----- | ----- | ----- | ----- | ----- | ----- | ----- | ----- |
| 13    |       |       |       |       |       | 1     | 2     |
| 14    | 3     | 4     | 5     | 6     | 7     | 8     | 9     |
| 15    | 10    | 11    | 12    | 13    | 14    | 15    | 16    |
| 16    | 17    | 18    | 19    | 20    | 21    | 22    | 23    |
| 17    | 24    | 25    | 26    | 27    | 28    | 29    | 30    |

| Mai | Mai | Mai | Mai | Mai | Mai | Mai | Mai |
| Kw  | Mo  | Di  | Mi  | Do  | Fr  | Sa  | So  |
| --- | --- | --- | --- | --- | --- | --- | --- |
| 18  | 1   | 2   | 3   | 4   | 5   | 6   | 7   |
| 19  | 8   | 9   | 10  | 11  | 12  | 13  | 14  |
| 20  | 15  | 16  | 17  | 18  | 19  | 20  | 21  |
| 21  | 22  | 23  | 24  | 25  | 26  | 27  | 28  |
| 22  | 29  | 30  | 31  |     |     |     |     |

| Juni | Juni | Juni | Juni | Juni | Juni | Juni | Juni |
| Kw   | Mo   | Di   | Mi   | Do   | Fr   | Sa   | So   |
| ---- | ---- | ---- | ---- | ---- | ---- | ---- | ---- |
| 22   |      |      |      | 1    | 2    | 3    | 4    |
| 23   | 5    | 6    | 7    | 8    | 9    | 10   | 11   |
| 24   | 12   | 13   | 14   | 15   | 16   | 17   | 18   |
| 25   | 19   | 20   | 21   | 22   | 23   | 24   | 25   |
| 26   | 26   | 27   | 28   | 29   | 30   |      |      |

| Juli | Juli | Juli | Juli | Juli | Juli | Juli | Juli |
| Kw   | Mo   | Di   | Mi   | Do   | Fr   | Sa   | So   |
| ---- | ---- | ---- | ---- | ---- | ---- | ---- | ---- |
| 26   |      |      |      |      |      | 1    | 2    |
| 27   | 3    | 4    | 5    | 6    | 7    | 8    | 9    |
| 28   | 10   | 11   | 12   | 13   | 14   | 15   | 16   |
| 29   | 17   | 18   | 19   | 20   | 21   | 22   | 23   |
| 30   | 24   | 25   | 26   | 27   | 28   | 29   | 30   |
| 31   | 31   |      |      |      |      |      |      |

| August | August | August | August | August | August | August | August |
| Kw     | Mo     | Di     | Mi     | Do     | Fr     | Sa     | So     |
| ------ | ------ | ------ | ------ | ------ | ------ | ------ | ------ |
| 31     |        | 1      | 2      | 3      | 4      | 5      | 6      |
| 32     | 7      | 8      | 9      | 10     | 11     | 12     | 13     |
| 33     | 14     | 15     | 16     | 17     | 18     | 19     | 20     |
| 34     | 21     | 22     | 23     | 24     | 25     | 26     | 27     |
| 35     | 28     | 29     | 30     | 31     |        |        |        |

| September | September | September | September | September | September | September | September |
| Kw        | Mo        | Di        | Mi        | Do        | Fr        | Sa        | So        |
| --------- | --------- | --------- | --------- | --------- | --------- | --------- | --------- |
| 35        |           |           |           |           | 1         | 2         | 3         |
| 36        | 4         | 5         | 6         | 7         | 8         | 9         | 10        |
| 37        | 11        | 12        | 13        | 14        | 15        | 16        | 17        |
| 38        | 18        | 19        | 20        | 21        | 22        | 23        | 24        |
| 39        | 25        | 26        | 27        | 28        | 29        | 30        |           |

| Oktober | Oktober | Oktober | Oktober | Oktober | Oktober | Oktober | Oktober |
| Kw      | Mo      | Di      | Mi      | Do      | Fr      | Sa      | So      |
| ------- | ------- | ------- | ------- | ------- | ------- | ------- | ------- |
| 39      |         |         |         |         |         |         | 1       |
| 40      | 2       | 3       | 4       | 5       | 6       | 7       | 8       |
| 41      | 9       | 10      | 11      | 12      | 13      | 14      | 15      |
| 42      | 16      | 17      | 18      | 19      | 20      | 21      | 22      |
| 43      | 23      | 24      | 25      | 26      | 27      | 28      | 29      |
| 44      | 30      | 31      |         |         |         |         |         |

| November | November | November | November | November | November | November | November |
| Kw       | Mo       | Di       | Mi       | Do       | Fr       | Sa       | So       |
| -------- | -------- | -------- | -------- | -------- | -------- | -------- | -------- |
| 44       |          |          | 1        | 2        | 3        | 4        | 5        |
| 45       | 6        | 7        | 8        | 9        | 10       | 11       | 12       |
| 46       | 13       | 14       | 15       | 16       | 17       | 18       | 19       |
| 47       | 20       | 21       | 22       | 23       | 24       | 25       | 26       |
| 48       | 27       | 28       | 29       | 30       |          |          |          |

| Dezember | Dezember | Dezember | Dezember | Dezember | Dezember | Dezember | Dezember |
| Kw       | Mo       | Di       | Mi       | Do       | Fr       | Sa       | So       |
| -------- | -------- | -------- | -------- | -------- | -------- | -------- | -------- |
| 48       |          |          |          |          | 1        | 2        | 3        |
| 49       | 4        | 5        | 6        | 7        | 8        | 9        | 10       |
| 50       | 11       | 12       | 13       | 14       | 15       | 16       | 17       |
| 51       | 18       | 19       | 20       | 21       | 22       | 23       | 24       |
| 52       | 25       | 26       | 27       | 28       | 29       | 30       | 31       |

## Ereignisse

### Politik und Weltgeschehen

#### Großbritannien und Hannover
- 20. Juni: Durch den Tod ihres Onkels, des britischen Königs Wilhelm IV. übernimmt Queen Victoria dieses Staatsamt. Zugleich endet die 123-jährige Personalunion mit dem Königreich Hannover, das künftig Ernst August I. regiert. Dieser setzt das Staatsgrundgesetz von 1833 außer Kraft und beschwört damit den Hannoverschen Verfassungskonflikt herauf.

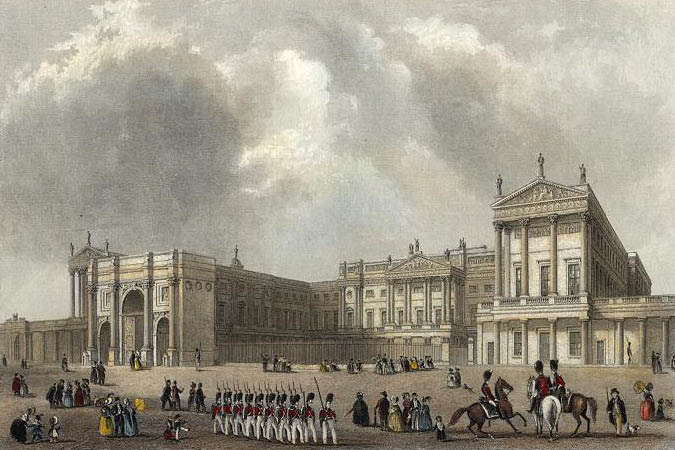
Buckingham Palace, 1837

- 13. Juli: Der Buckingham Palace wird mit dem Einzug der Königin Victoria offiziell zur künftigen Hauptresidenz der britischen Monarchen.
- 18. November: Die Professorengruppe der Göttinger Sieben reichen schriftlich ihren Protest gegen die Rücknahme der liberalen Verfassung durch ihren Landesherrn, König Ernst August I. von Hannover ein.
- 12. Dezember: König Ernst August I. von Hannover entlässt die Göttinger Sieben. Er wirft den Professoren Hochverrat vor.

#### Weitere Ereignisse im Deutschen Bund
- 25. April: In der Zweiten Kammer der Badischen Ständeversammlung prangert zuerst der Abgeordnete Franz Joseph Buß in einem deutschen Parlament soziale Probleme durch die Industrialisierung an. In seiner Fabrikrede fordert er auch aus Arbeitgeberbeiträgen gespeiste Hilfskassen für Kranke und Arbeitsunfallopfer, Kündigungsfristen, längstens 14 Stunden Arbeitszeit, Beschränken der Kinderarbeit, eine Fabrikaufsicht und berufliche Weiterbildung für Arbeiter. Sein Antrag wird nicht weiterverfolgt.
- Die Freie Stadt Frankfurt prägt den Wahlspruch Stark im Recht.

#### Weitere Ereignisse in Europa
- 18. Juni: Regentin Maria Christina verkündet die Spanische Verfassung von 1837.
- Juli: Konservative Truppenteile aus dem Lager der Cartisten unternehmen mit Unterstützung von Königin Maria II. einen Putschversuch gegen die Regierung der liberalen Setembristen in Portugal. Der Aufstand der Marschälle wird von Bernardo de Sá Nogueira de Figueiredo bis zum 7. Oktober niedergeschlagen. Die aufständischen Herzöge António José de Sousa Manoel de Menezes Severim de Noronha, Pedro de Sousa Holstein und João Carlos de Saldanha Oliveira e Daun müssen das Königreich Portugal verlassen und sich ins Exil begeben.

#### Amerika

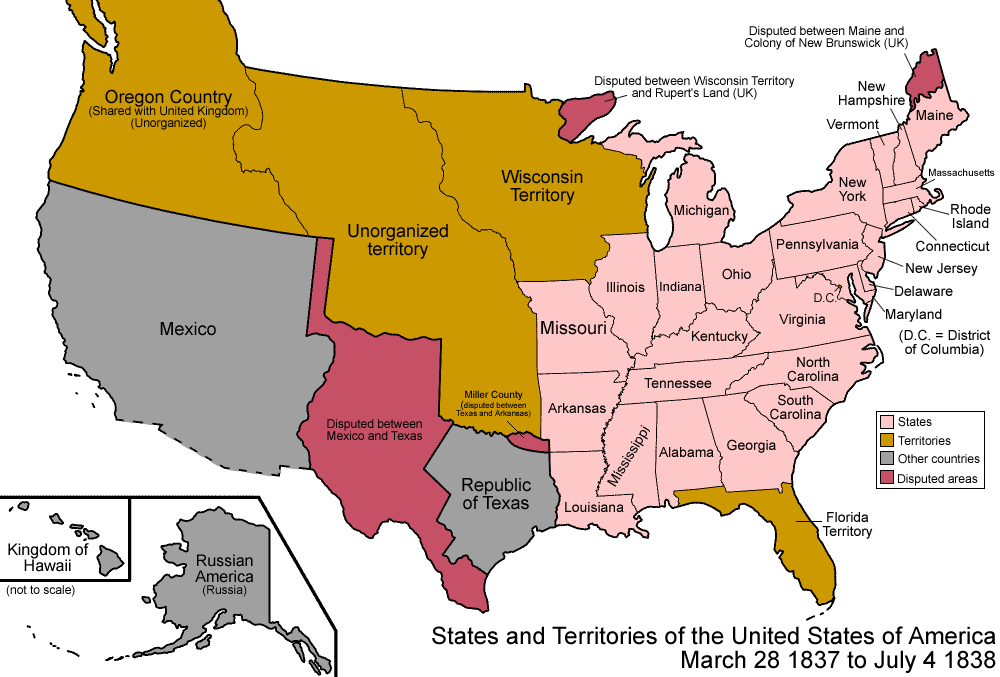
Gebiet der Vereinigten Staaten 1837–38

- 17. Januar: Auf Druck der Vereinigten Staaten schließen die Völker der Choctaw und der Chickasaw den Vertrag von Doaksville. Dieser erlaubte den Chickasaw, sich im Siedlungsgebiet der Choctaw im Südwesten des Indianerterritoriums im heutigen Oklahoma niederzulassen und dafür auf einen eigenständigen Stammesrat zu verzichten.
- 26. Januar: Das bisherige Michigan-Territorium wird unter dem Namen Michigan als 26. Bundesstaat in die Vereinigten Staaten aufgenommen. Die bisherige Territoriumshauptstadt Detroit wird auch Hauptstadt des neuen Staates.

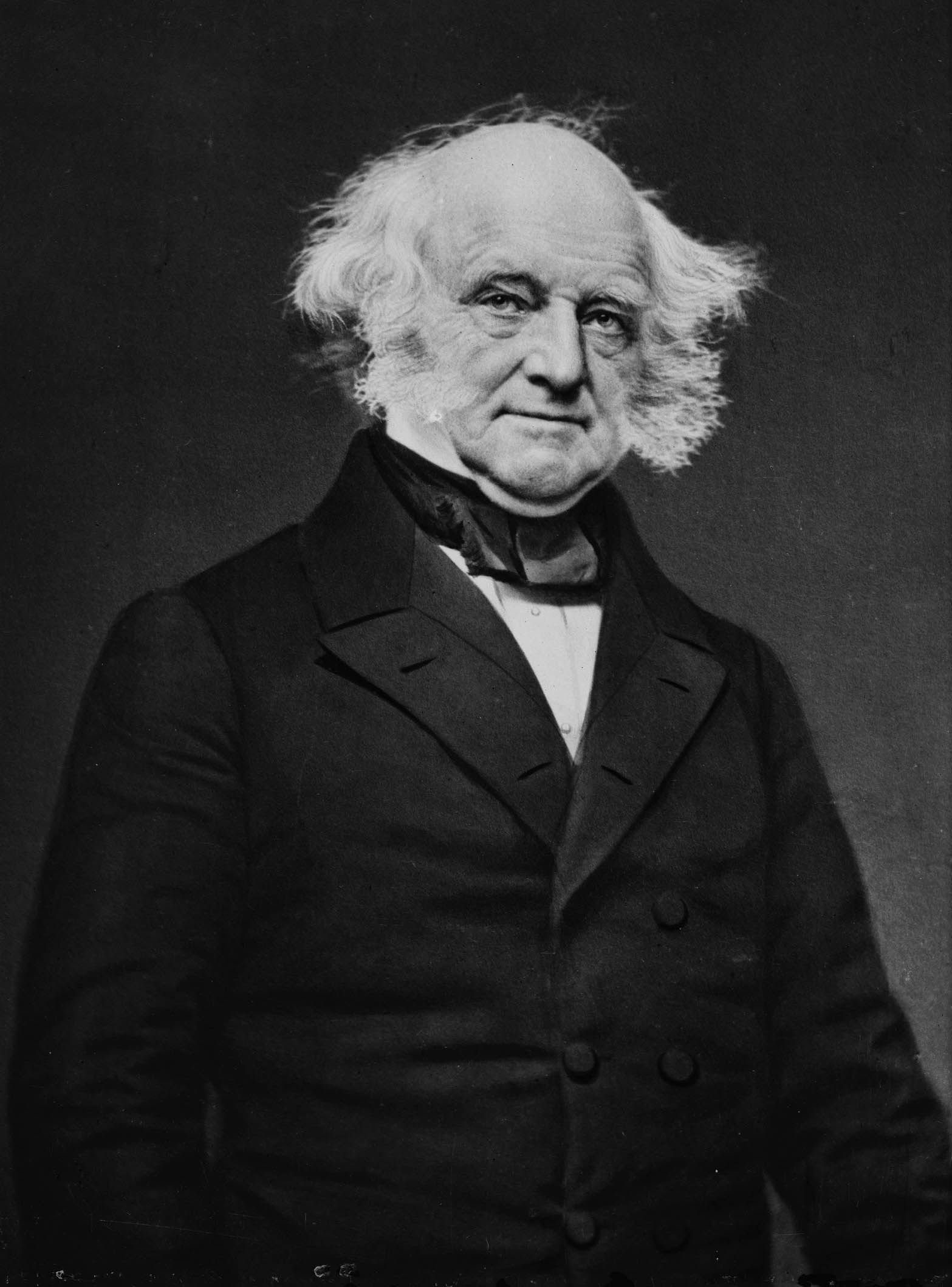
Martin Van Buren, Präsident

- 4. März: Der bisherige Vizepräsident Martin Van Buren folgt Andrew Jackson als Präsident der Vereinigten Staaten. Als sein Vizepräsident wird Richard Mentor Johnson angelobt.
- 5. Juni: Houston wird die provisorische Hauptstadt der Republik Texas, verliert zwei Jahre später aber diesen Status.
- Oktober: Zweiter Black-Hawk-Purchase
- In Kanada kommt es zu den Rebellionen von 1837.

#### Afrika
- 13. Oktober: Einheiten der französischen Armee nehmen Stadt und Festung des algerischen Constantine ein.

#### Asien
Beim Morrison-Zwischenfall wird auf Basis des Ediktes zur Vertreibung fremder Schiffe von 1825 im Rahmen der japanischen Isolationspolitik das US-amerikanische Handelsschiff Morrison beschossen und an der Einfahrt in den Hafen von Kagoshima gehindert. Nachdem bekannt wird, dass die Morrison versucht hat, schiffbrüchige Japaner nach Japan zurückzubringen, wird Kritik an dem Edikt laut.

### Wirtschaft

#### Geldwirtschaft

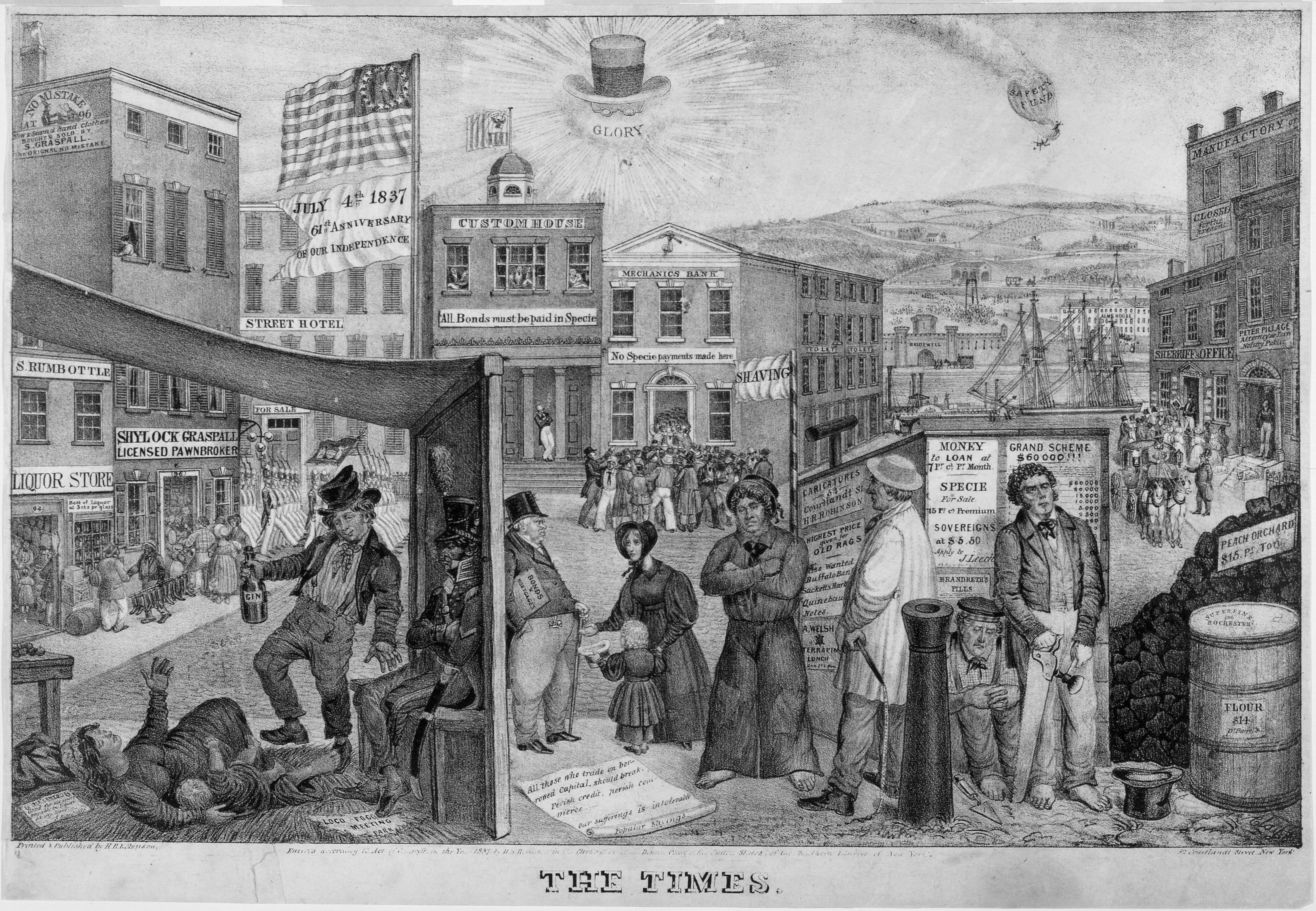
Cartoon zur Wirtschaftskrise

- 10. Mai: Die Weigerung New Yorker Banken, Papiergeld in Gold- und Silbermünzen umzutauschen, führt zur spekulativ beeinflussten Wirtschaftskrise von 1837 in den USA.
- Mit dem Münchner Münzvertrag wird der Süddeutsche Münzverein gegründet.

#### Patente
- 25. Februar: Thomas Davenport erhält das weltweit erste Patent auf einen Elektromotor.

#### Unternehmensgründungen
- 17. Mai: Der Drucker und Verleger Arunah Shepherdson Abell gründet die US-amerikanische Tageszeitung The Baltimore Sun.
- 24. Mai: Das belgische Unternehmen Vieille Montagne zur Zinkgewinnung und Zinkverarbeitung wird gegründet.
- 23. Juli: Die München-Augsburger Eisenbahn-Gesellschaft wird für den Bau und Betrieb der ersten bayrischen Ferneisenbahnstrecke von München nach Augsburg gegründet.
- 18. September: In New York City gründen Charles Lewis Tiffany und John B. Young ein Schmuckunternehmen, aus dem die Firma Tiffany & Co. hervorgeht. Das erste Geschäft liegt am Broadway 259, und keiner der Schmuckpreise ist verhandelbar, ein zu dieser Zeit revolutionäres Konzept.

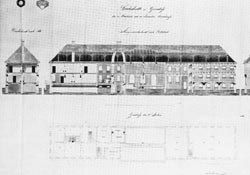
Das alte Brauhaus von Ottakringer

- Müllermeister Heinrich Plank gründet bei Wien die Planksche Brauerei, die heutige Ottakringer Brauerei.
- Das Unternehmen Procter & Gamble (P&G) wird in den USA von William Procter, einem Kerzenzieher aus England, und James Gamble, einem Seifensieder aus Irland, gegründet.
- Thomas Cooke gründet ein Optikerunternehmen.

#### Verkehr

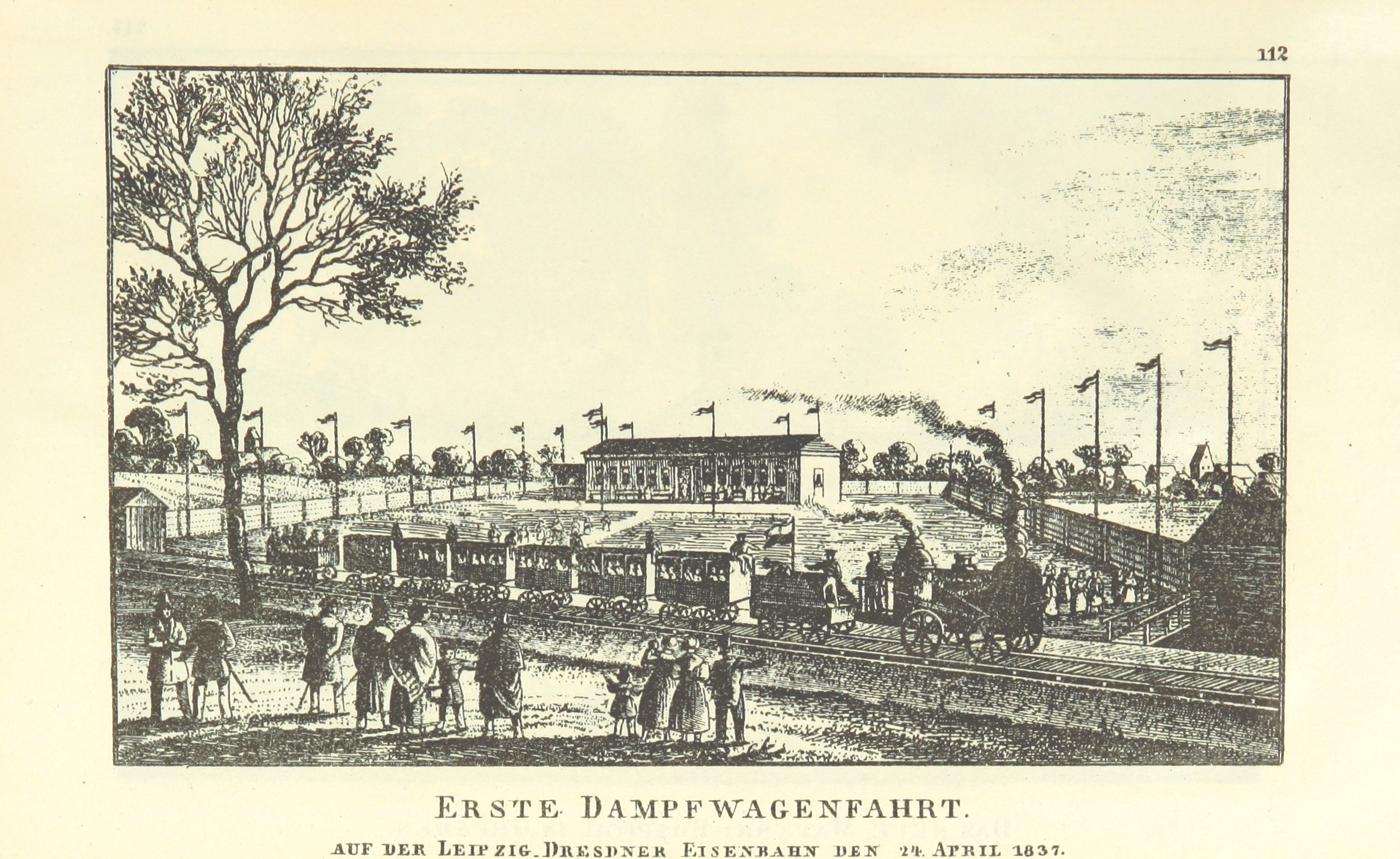
Erste Dampfwagenfahrt auf der Leipzig Dresdner Eisenbahn

- 24. April: Der erste Abschnitt der von der Leipzig-Dresdner Eisenbahn-Compagnie errichteten Bahnstrecke Leipzig–Dresden von Leipzig nach Althen wird in Betrieb genommen. Am 12. November wird die bis Gerichshain erweiterte Strecke eröffnet. Bis zur endgültigen Fertigstellung der ersten Eisenbahn-Fernverbindung Deutschlands dauert es noch zwei Jahre.
- 4. Juli: Das Eisenbahnunternehmen Grand Junction Railway nimmt in England den Zugbetrieb mit Dampflokomotiven auf einer der ersten Fernstrecken, Birmingham–Warrington, auf. Sie führt dort mit Umsteigen weiter nach Liverpool.

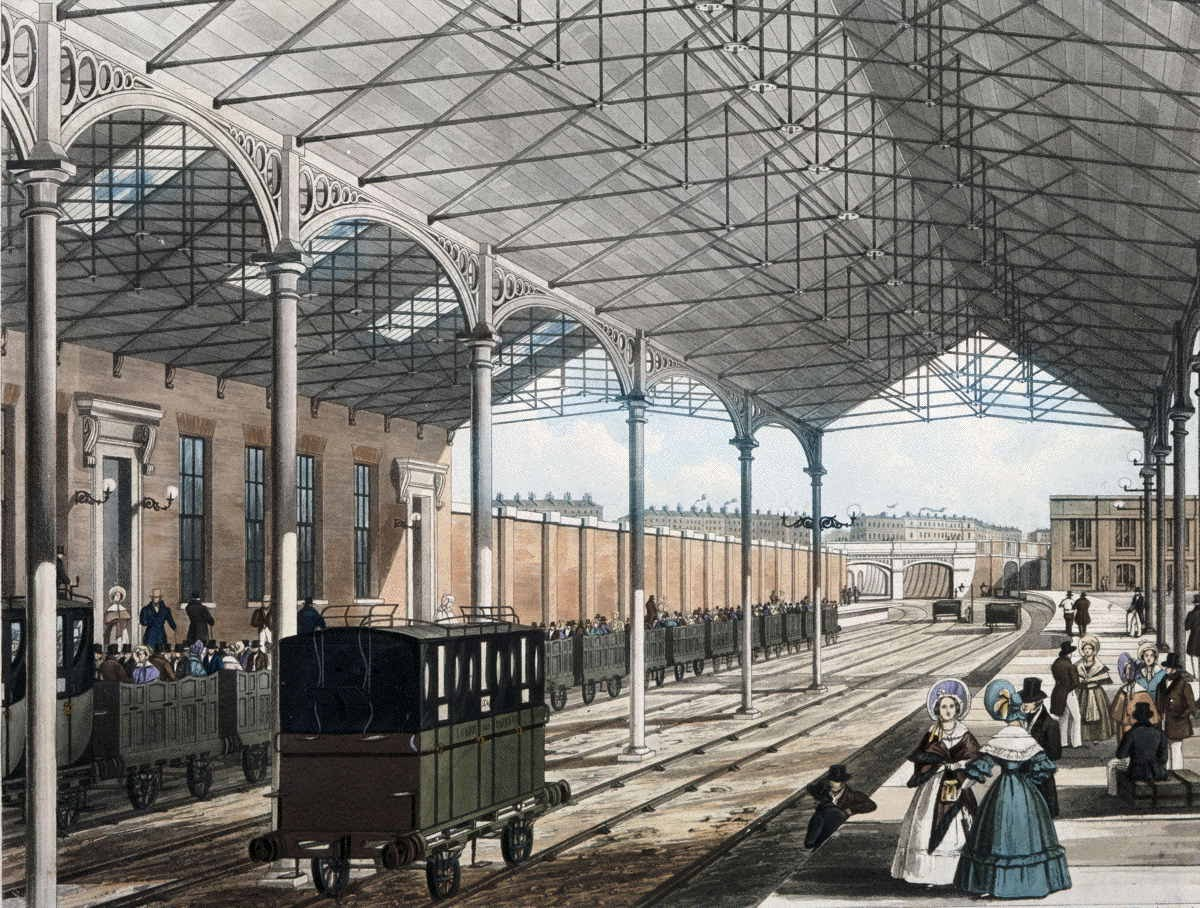
Euston Station 1837

- 20. Juli: Der Bahnhof Euston in London als Endpunkt der von Robert Stephenson gebauten London and Birmingham Railway wird eröffnet.
- 26. August: In Frankreich wird ein neues Kapitel seiner Geschichte der Eisenbahn aufgeschlagen: Die ersten Reisenden werden auf einer dampfbetriebenen Eisenbahnlinie zwischen Paris und Saint-Germain-en-Laye befördert.
- September: Mit der Stadt Luzern befährt das erste Dampfschiff der Schifffahrtsgesellschaft des Vierwaldstättersees den Vierwaldstättersee. Die Jungfernfahrt führt in drei Stunden von Luzern nach Flüelen.
- 11. Oktober: In Schweden wird der über 91 km Binnenschifffahrt ermöglichende Säfflekanal von König Karl XIV. Johann eingeweiht.
- 19. November: Der Schienenverkehr hält auf Kuba Einzug. Die zwischen Havanna und Bejucal eingerichtete Eisenbahnlinie geht als erste in Lateinamerika in Betrieb.
- 23. November: Das Eisenbahnzeitalter in Österreich beginnt mit der Fahrt eingeladener Gäste auf der Strecke der Kaiser Ferdinands-Nordbahn zwischen Floridsdorf und Deutsch-Wagram, auf der sich die erste Eisenbahnbrücke über die Donau befindet.

### Wissenschaft und Technik

#### Biologie
- Joseph Gerhard Zuccarini veröffentlicht die Erstbeschreibung der Gattung Echinopsis als Teil der Familie der Kakteengewächse.

#### Lehre und Forschung
- 3. Mai: Die mit vier Fakultäten ausgestattete Universität Athen wird von König Otto I. gegründet.

#### Sonstiges
- März: Franz von Kobell fertigt die erste deutsche Fotografie an. Sie zeigt die Frauenkirche in München.[1]
- 24. Juli: Beim Test eines von ihm entwickelten Fallschirms verunglückt der Brite Robert Cocking vor einer großen Menschenmenge bei Greenwich tödlich. Er ist das erste Todesopfer beim Absprung mittels Fallschirm. Der Fehlversuch reduziert über mehrere Jahrzehnte hinweg weiteres Interesse an dieser Technik.
- 25. Juli: Die Briten William Fothergill Cooke und Charles Wheatstone demonstrieren den von ihnen erfundenen elektrischen Telegrafen mit Hilfe einer an der Bahnverbindung Euston–Camden Town entlang verlaufenden Telegrafenleitung.
- 31. August: Ralph Waldo Emerson hält die Rede The American Scholar.
- Der erste Band der Reise in das innere Nord-America in den Jahren 1832 bis 1834 von Maximilian zu Wied-Neuwied mit Illustrationen von Karl Bodmer erscheint.

### Kultur
- 2. Februar: Als Teil der Vatikanischen Museen wird von Papst Gregor XVI. das Gregorianisch-Etruskische Museum gegründet.

#### Bildende Kunst
- Carl Spitzweg vollendet die Erstfassung seines Bildes Der arme Poet.

#### Musik und Theater
- 17. Januar: Die Posse Eine Wohnung ist zu vermiethen in der Stadt von Johann Nestroy mit Musik von Adolf Müller senior wird am Theater an der Wien bei Wien uraufgeführt und fällt bei Publikum und Kritik gnadenlos durch.
- 20. Februar: Am Stadttheater in Leipzig erfolgt die Uraufführung der Komischen Oper Die beiden Schützen von Albert Lortzing. Das Stück nach der literarischen Vorlage Les Méprises par ressemblance von André-Ernest-Modeste Grétry ist ein großer Erfolg und bestärkt Lortzing darin, weitere Werke für das Musiktheater zu verfassen.
- 9. März: Am Kärntnertortheater in Wien wird die Zweitfassung von Conradin Kreutzers romantischer Oper Das Nachtlager in Granada nach dem gleichnamigen Schauspiel von Johann Friedrich Kind uraufgeführt. Im Vergleich zur Erstfassung aus dem Jahr 1834 sind die gesprochenen Dialoge durch Rezitative ersetzt worden.
- 10. März: Die Oper Il giuramento von Saverio Mercadante wird am Teatro alla Scala di Milano in Mailand uraufgeführt. Das Libretto stammt von Gaetano Rossi auf Grundlage der Tragödie Angelo, tyran de Padoue von Victor Hugo.
- 6. April: Die Uraufführung der romantischen Oper Die Höhle bei Waverley von Conradin Kreutzer erfolgt am Theater in der Josefstadt in Wien.
- 27. Mai: Die Oper Catherine Grey von Michael William Balfe wird am Theatre Royal Drury Lane in London uraufgeführt.
- 6. November: Die Uraufführung der Oper Caractacus von Michael William Balfe erfolgt am Theatre Royal Drury Lane in London.
- 2. Dezember: Mit großem Erfolg wird die Oper Le domino noir (Der schwarze Domino) von Daniel-François-Esprit Auber an der Opéra-Comique in Paris uraufgeführt.
- 16. Dezember: Die Uraufführung der romantischen Oper Der Gang zum Eisenhammer von Conradin Kreutzer findet am Theater am Kärntnertor in Wien statt.
- 22. Dezember: Am Stadttheater in Leipzig wird die Komische Oper Zar und Zimmermann von Albert Lortzing uraufgeführt. Die Bassbuffopartie des Van Bett hat Lortzing eigens für den von ihm besonders geschätzten Gotthelf Leberecht Berthold geschrieben.
- Der deutsche Pfarrer und Dichter Wilhelm Hey verfasst den Text für das Weihnachtslied Alle Jahre wieder.

### Gesellschaft
- 17. Juni: Gründung des ersten deutschen Tierschutzvereins durch den Pfarrer Albert Knapp.

### Religion
- 21. Januar: Kaiser Ferdinand I. verfügt, dass die Anhänger des Augsburger Bekenntnisses das Zillertal verlassen müssen. Im September des Jahres befolgen die Zillertaler Inklinanten die Anordnung und machen sich auf den Weg ins Riesengebirge.
- 1. März: Aus dem Zusammenfassen zweier katholischer Kongregationen entsteht in Frankreich die Kongregation vom Heiligen Kreuz, die sich im weiteren Verlauf über die Erde verbreitet.
- 27. Mai: In der Enzyklika Summo iugiter studio geht Papst Gregor XVI. auf Mischehen ein und besteht auf der Erziehung der Kinder hieraus in katholischem Glauben.
- 20. November: Der Kölner Erzbischof Clemens August Droste zu Vischering wird im Streit mit Preußen um die Akzeptanz von Mischehen verhaftet.

### Katastrophen

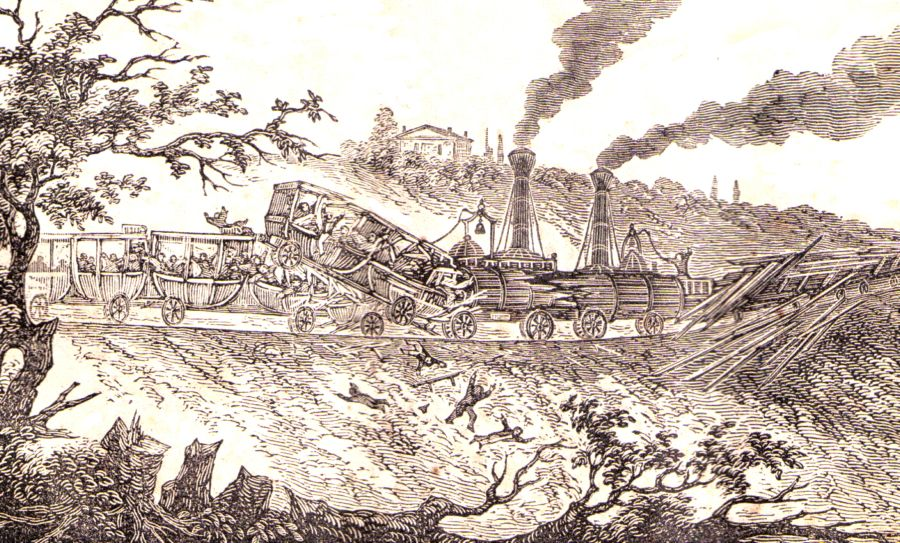
Der Eisenbahnunfall von Suffolk

- 11. August: Der Eisenbahnunfall von Suffolk im US-Bundesstaat Virginia ist der erste Frontalzusammenstoß zweier Züge mit Todesopfern in der Geschichte der Eisenbahn.
- 29. Dezember: Der Winterpalast in Sankt Petersburg, eine Residenz des Zaren, brennt völlig aus. Das Feuer dauert 30 Stunden.

## Geboren

### Januar/Februar
- 01. Januar: Enrico Nencioni, italienischer Lyriker und Literaturkritiker († 1896)
- 02. Januar: Mili Alexejewitsch Balakirew, russischer Komponist, Pianist und Dirigent († 1910)
- 11. Januar: Adolf Ledebur, deutscher Metallurge († 1906)
- 12. Januar: Adolf Jensen, deutscher Komponist († 1879)
- 12. Januar: Fritz Kalle, Fabrikant und Sozialpolitiker (Nationalliberale Partei) († 1915)
- 17. Januar: François Lenormant, französischer Historiker und Archäologe († 1883)
- 18. Januar: Hermann Rosenthal, deutscher Schriftsteller und Bühnenautor († 1896)
- 19. Januar: Carl Hertelt, deutscher Maler und Kunstschnitzmeister († 1921)
- 27. Januar: Eduard von Hofmann, österreichischer Rechtsmediziner († 1897)
- 30. Januar: Bernhard Schmidt, deutscher Altphilologe († 1917)
- 01. Februar: Gustave García, italienischer Opernsänger (Bariton) und Gesangslehrer († 1925)
- 02. Februar: Max Zenger, deutscher Komponist († 1911)
- 05. Februar: Konstantin Konstantinowitsch Arsenjew, russischer Publizist, Literaturwissenschaftler und Enzyklopädist († 1919)
- 05. Februar: Dwight Lyman Moody, US-amerikanischer Erweckungsprediger († 1899)
- 07. Februar: Emilio Wilhelm Ramsøe, dänischer Komponist und Dirigent († 1895)
- 10. Februar: Harrison Gray Otis, US-amerikanischer Verleger († 1917)
- 12. Februar: Thomas Moran, britisch-US-amerikanischer Maler der Hudson River School († 1926)
- 12. Februar: Jules Siegfried, französischer Unternehmer und Politiker († 1922)
- 14. Februar: Josef Durm, deutscher Architekt († 1919)
- 15. Februar: Wilhelm Jensen, deutscher Schriftsteller († 1911)
- 15. Februar: Adolph Kießling, deutscher Altphilologe († 1893)
- 17. Februar: Wilhelm Asmus, deutscher Schriftsteller († 1902)
- 23. Februar: Paul André, schweizerischer Politiker († 1896)
- 23. Februar: Rosalía de Castro, spanische (galicische) Lyrikerin († 1885)
- 25. Februar: Friedrich Reinecke, deutscher Fotograf († 1904)
- 28. Februar: Ernst Christian Carl Kruse, deutscher Arzt und Politiker († 1900)

### März/April
- 01. März: Georg Ebers, deutscher Ägyptologe und Schriftsteller († 1898)
- 03. März: Guglielmo Calderini, italienischer Architekt († 1916)
- 03. März: Jacques Charles René Duchesne, französischer General († 1918)
- 06. März: Arthur Tappan Pierson, US-amerikanischer presbyterianischer Pastor, Missionar und Schriftsteller († 1911)
- 07. März: Henry Draper, US-amerikanischer Physiologe und Astronom († 1882)
- 12. März: Alexandre Guilmant, französischer Organist und Komponist († 1911)
- 14. März: Heinrich Thorbecke, deutscher Hochschullehrer und Arabist († 1890)
- 15. März: Célestine Galli-Marié, französische Opernsängerin († 1905)
- 16. März: Augustin Gretillat, Schweizer evangelischer Geistlicher und Hochschullehrer († 1894)
- 17. März: Horace Parnell Tuttle, US-amerikanischer Astronom († 1923)

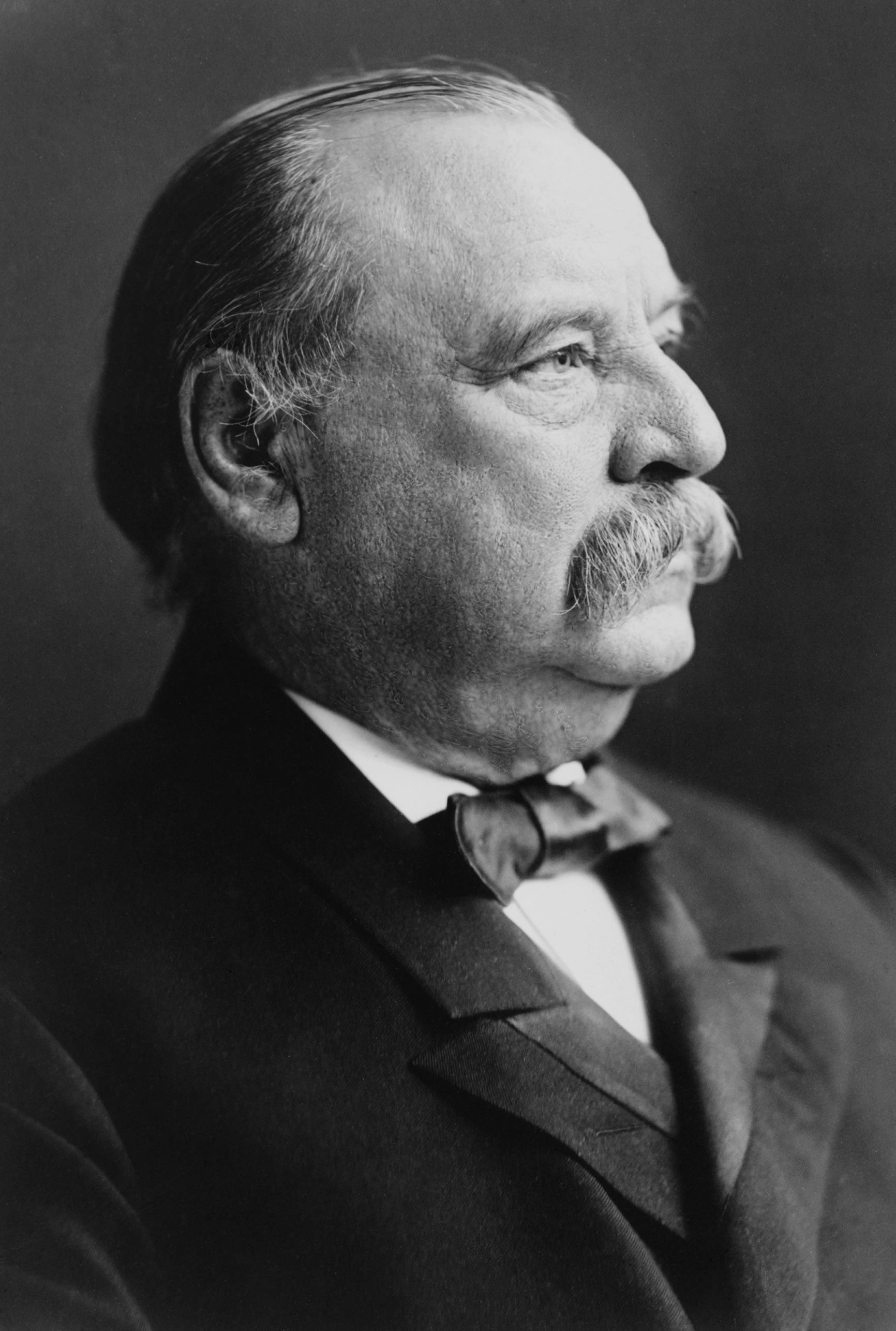
Grover Cleveland, 1903

- 18. März: Grover Cleveland, US-amerikanischer Politiker, 22. und 24. Präsident der USA († 1908)
- 19. März: Eugen von Lommel, deutscher Physiker († 1899)
- 20. März: Anna Thekla von Weling, deutsche Schriftstellerin († 1900)
- 21. März: Theodore Nicholas Gill, US-amerikanischer Ichthyologe († 1914)
- 24. März: George Henry Mackenzie, britisch-US-amerikanischer Schachmeister († 1891)
- 27. März: Carl Aubel, deutscher Ingenieur († 1882)
- 28. März: Wilhelm Kühne, deutscher Physiologe († 1900)
- 01. April: Jorge Isaacs, kolumbianischer Schriftsteller und liberaler Politiker († 1895)
- 04. April: Smith Newell Penfield, US-amerikanischer Komponist († 1920)
- 05. April: Camille de La Berge, französischer Literaturhistoriker und Numismatiker († 1878)
- 05. April: Algernon Charles Swinburne, britischer Schriftsteller († 1909)
- 06. April: Mary Ann Brown Patten, US-amerikanische Navigatorin und Matrosin († 1861)
- 06. April: Ignaz von Kolisch, österreichisch-ungarischer Schachspieler († 1889)
- 07. April: Anderson Abbott, kanadischer Arzt († 1913)
- 07. April: Joseph Gregory Dwenger, US-amerikanischer Ordensgeistlicher und Bischof von Fort Wayne († 1893)
- 07. April: Emil Ludwig Schmidt, deutscher Anthropologe († 1906)
- 09. April: Frédéric Bettex, Schweizer Lehrer und apologetischer Schriftsteller († 1915)
- 10. April: Alfred Thompson Bricher, US-amerikanischer Landschaftsmaler († 1908)

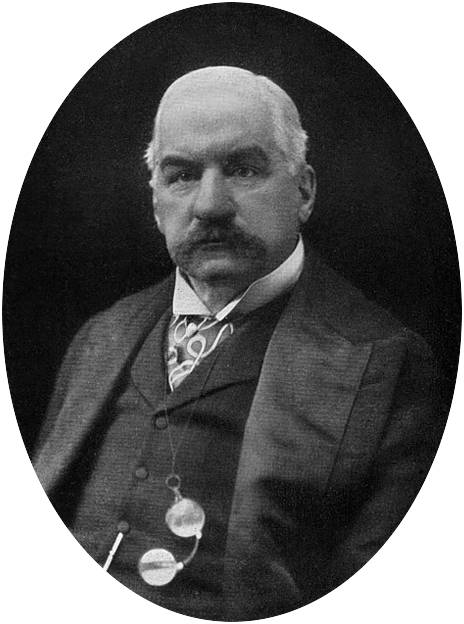
John Pierpont Morgan

- 17. April: John Pierpont Morgan, US-amerikanischer Unternehmer und Bankier († 1913)
- 18. April: Eleuterio Ramírez Molina, chilenischer Kommandant in der Schlacht von Tarapacá († 1879)
- 18. April: Max Jähns, deutscher Offizier und Schriftsteller († 1900)
- 19. April: Hugo Sholto Oskar Georg von Douglas, deutscher Schriftsteller, Unternehmer und Politiker († 1912)
- 20. April: Louis Victor Antonio Artan de Saint-Martin, niederländisch-belgischer Maler († 1890)
- 20. April: Hermann Hultzsch, deutscher Bildhauer und Hochschullehrer († 1905)
- 20. April: Wilhelm Sick, deutscher Apotheker und Politiker († 1899)
- 21. April: Julius Geertz, deutscher Maler († 1902)
- 24. April: Friedrich August von Holstein, deutscher Diplomat des Kaiserreiches († 1909)
- 24. April: Louis Canivez, belgischer Komponist und Dirigent († 1911)
- 27. April: Kurt Wachsmuth, deutscher Philologe († 1905)
- 29. April: Georges Ernest Boulanger, französischer General († 1891)
- 29. April: Hermann Tietz, deutscher Kaufmann, Begründer einer Kaufhauskette († 1907)

### Mai/Juni
- 01. Mai: Walter Hauser, Schweizer Politiker († 1902)
- 05. Mai: Carl Attenhofer, schweizerischer Komponist, Dirigent, Sänger, Organist und Universitätsmusikdirektor († 1914)
- 05. Mai: Anna Maria Mozzoni, italienische Schriftstellerin und Journalistin († 1920)
- 06. Mai: Lyman R. Casey, US-amerikanischer Politiker († 1914)
- 07. Mai: Karl Mauch, deutscher Afrikaforscher († 1875)
- 08. Mai: Albrecht von Preußen, Regent des Herzogtums Braunschweig († 1906)
- 08. Mai: Hugo Hanke, Berliner Bauunternehmer und Mitglied der Stadtverordnetenversammlung († 1897)
- 09. Mai: Maria Mazzarello, Mitbegründerin der Don-Bosco-Schwestern († 1881)

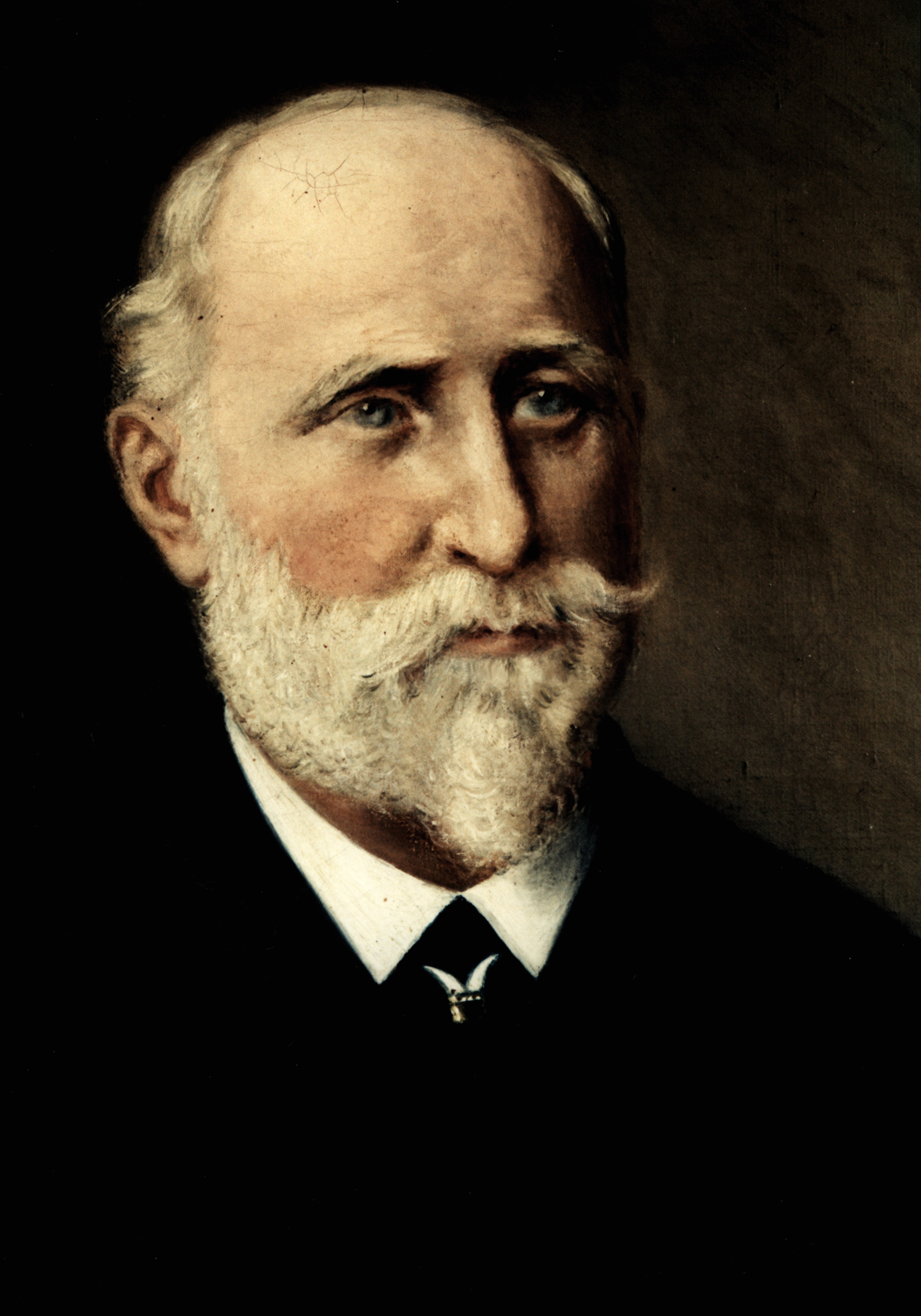
Adam Opel

- 09. Mai: Adam Opel, Gründer der Firma Opel († 1895)
- 14. Mai: George Shoobridge Carr, britischer Mathematiker († 1914)
- 16. Mai: Walter Kyllmann, deutscher Architekt († 1913)
- 23. Mai: Anatole Mallet, Schweizer Ingenieur († 1919)
- 23. Mai: Józef Wieniawski, polnischer Pianist und Komponist († 1912)
- 26. Mai: Washington Augustus Roebling, US-amerikanischer Brückenbauingenieur († 1926)
- 26. Mai: Johannes Schiess, Schweizer Arzt und Förderer der Archäologie († 1910)
- 27. Mai: Bill Hickok, US-amerikanischer Westernheld († 1876)
- 28. Mai: Samuel D. McEnery, US-amerikanischer Politiker († 1910)
- 29. Mai: Rudolf Bahn, deutscher Unternehmer und Politiker († 1913)
- 29. Mai: Luca Fumagalli, italienischer Pianist, Komponist und Musikpädagoge († 1908)
- 30. Mai: Sophie Petersen, dänische Frauenrechtlerin († 1874)
- 02. Juni: Ferdinand Justi, deutscher Orientalist († 1907)
- 03. Juni: Franz Bücheler, deutscher Altphilologe († 1908)
- 04. Juni: Sigurd Friedrich Abel, deutscher Historiker († 1873)
- 07. Juni: Alois Hitler, k.u.k. österreichischer Beamter und Vater Adolf Hitlers († 1903)
- 08. Juni: Moritz Heyne, deutscher Germanist und Lexikograph († 1906)
- 08. Juni: Iwan Nikolajewitsch Kramskoi, russischer Maler, Pädagoge und Kunstkritiker ukrainischer Herkunft († 1887)
- 09. Juni: Michael Rua, italienischer Generaloberer der Salesianer Don Boscos († 1910)
- 13. Juni: Henri Roehrich, Schweizer evangelischer Geistlicher und Hochschullehrer († 1913)
- 14. Juni: Bruno Casimir Albert Emil Ferdinand, Fürst zu Ysenburg-Büdingen († 1906)
- 16. Juni: Ernst Laas, deutscher Pädagoge und Philosoph († 1885)
- 19. Juni: Philipp Carl, deutscher Physiker († 1891)
- 21. Juni: Wilhelm von Bezold, deutscher Physiker und Meteorologe († 1907)
- 22. Juni: Paul Bachmann, deutscher Mathematiker († 1920)
- 22. Juni: Paul Morphy, US-amerikanischer Schachspieler († 1884)
- 22. Juni: Ernst Ziller, deutsch-griechischer klassizistischer Architekt, Bauforscher und Archäologe († 1923)
- 23. Juni: Ernst Friedel, deutscher Kommunalpolitiker sowie Geschichts- und Heimatforscher († 1918)
- 23. Juni: Ernest Guiraud, französischer Komponist († 1892)
- 27. Juni: Alois Goldbacher, österreichischer Altphilologe († 1924)

### Juli/August
- 04. Juli: Émile Auguste Carolus-Duran, französischer Maler († 1917)
- 06. Juli: Władysław Żeleński, polnischer Komponist († 1921)
- 07. Juli: Rudolf Auspitz, österreichischer Industrieller, Nationalökonom, Politiker und Bankier († 1906)
- 09. Juli: Henri Gonin, Schweizer evangelischer Missionar († 1910)
- 10. Juli: Hōshō Kurō, japanischer Nō-Schauspieler († 1917)

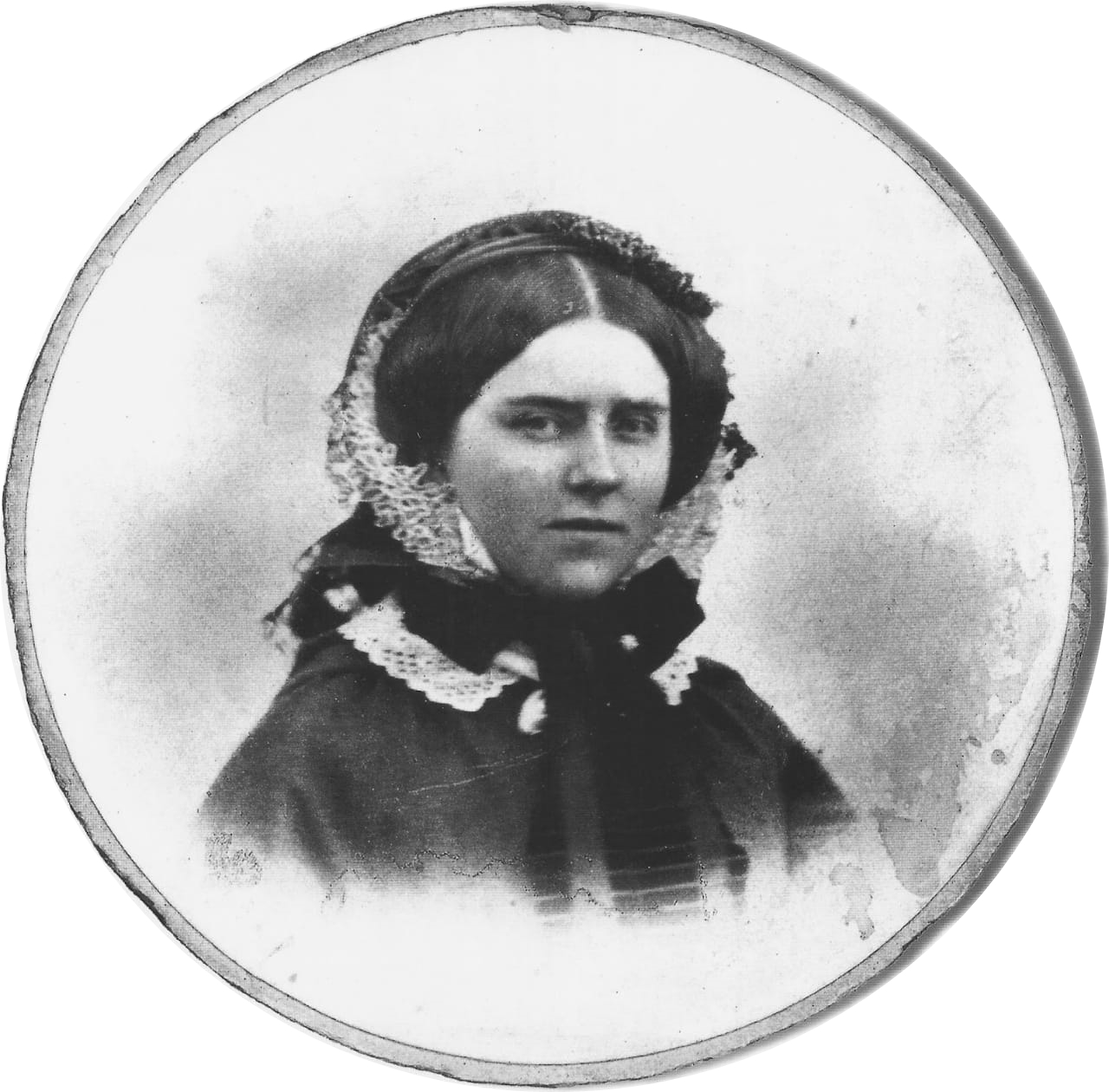
Stephanie von Hohenzollern

- 15. Juli: Stephanie von Hohenzollern, Prinzessin von Hohenzollern-Sigmaringen und Königin von Portugal († 1859)
- 17. Juli: Wilhelm Lexis, deutscher Volkswirt, Nationalökonom und Statistiker († 1914)
- 19. Juli: Gustav Augspurg, deutscher Rechtsanwalt und Politiker († 1906)
- 21. Juli: Emilio Censi, Schweizer Jurist und Politiker († 1910)
- 22. Juli: Robert Giffen, britischer Statistiker und Ökonom († 1910)
- 22. Juli: Alois Handl, österreichischer Physiker († 1915)
- 24. Juli: Walter Meyer, Schweizer Landwirt und Politiker († 1901)
- 25. Juli: Georg von Kopp, Bischof von Fulda und Fürstbischof Breslau († 1914)
- 30. Juli: Eugène Mage, französischer Marineoffizier und Afrikareisender († 1869)
- 31. Juli: William Clark Quantrill, Partisanen-Führer im amerikanischen Sezessionskrieg († 1865)
- 01. August: Philipp Karcher, deutscher Unternehmer († 1894)
- 04. August: Peter Dettweiler, deutscher Lungenfacharzt und der Begründer des Sanatoriumswesens in Deutschland († 1904)
- 08. August: Anton Matthias Schön, deutscher Unternehmer, Spekulant, Großgrundbesitzer († 1922)
- 08. August: Victor Sieg, französischer Organist und Komponist († 1899)
- 09. August: John Atherton, britischer Entdeckungsreisender († 1913)
- 11. August: Marie François Sadi Carnot, französischer Staatsmann und Politiker († 1894)
- 14. August: Johannes Trojan, deutscher Schriftsteller († 1915)
- 19. August: Ferdinando Gianella, Schweizer Ingenieur, Architekt und Politiker († 1917)
- 19. August: Heinrich Hansjakob, badischer Pfarrer, Politiker und Heimatschriftsteller († 1916)
- 22. August: Karl August Fürchtegott Leberecht Arendt, deutscher Politiker († 1910)
- 24. August: Théodore Dubois, französischer Komponist († 1924)
- 24. August: Adolf von Wilbrandt, deutscher Schriftsteller und Direktor des Burgtheaters in Wien († 1911)
- 25. August: Jacob Maris, niederländischer Maler († 1899)
- 27. August: Heinrich Urban, deutscher Komponist, Geiger und Musikpädagoge († 1901)
- 30. August: Friedrich Ernst Aub, deutscher Mediziner und Politiker († 1900)
- 31. August: Frederick Walker Pitkin, US-amerikanischer Politiker († 1886)

### September/Oktober
- 01. September: Henry Brackenbury, britischer General und Autor († 1914)
- 03. September: Carl Ludwig Friedrich Arnsperger, badischer Ministerialbeamter († 1907)
- 06. September: Ernst Achtung, deutscher Kaufmann († 1874)

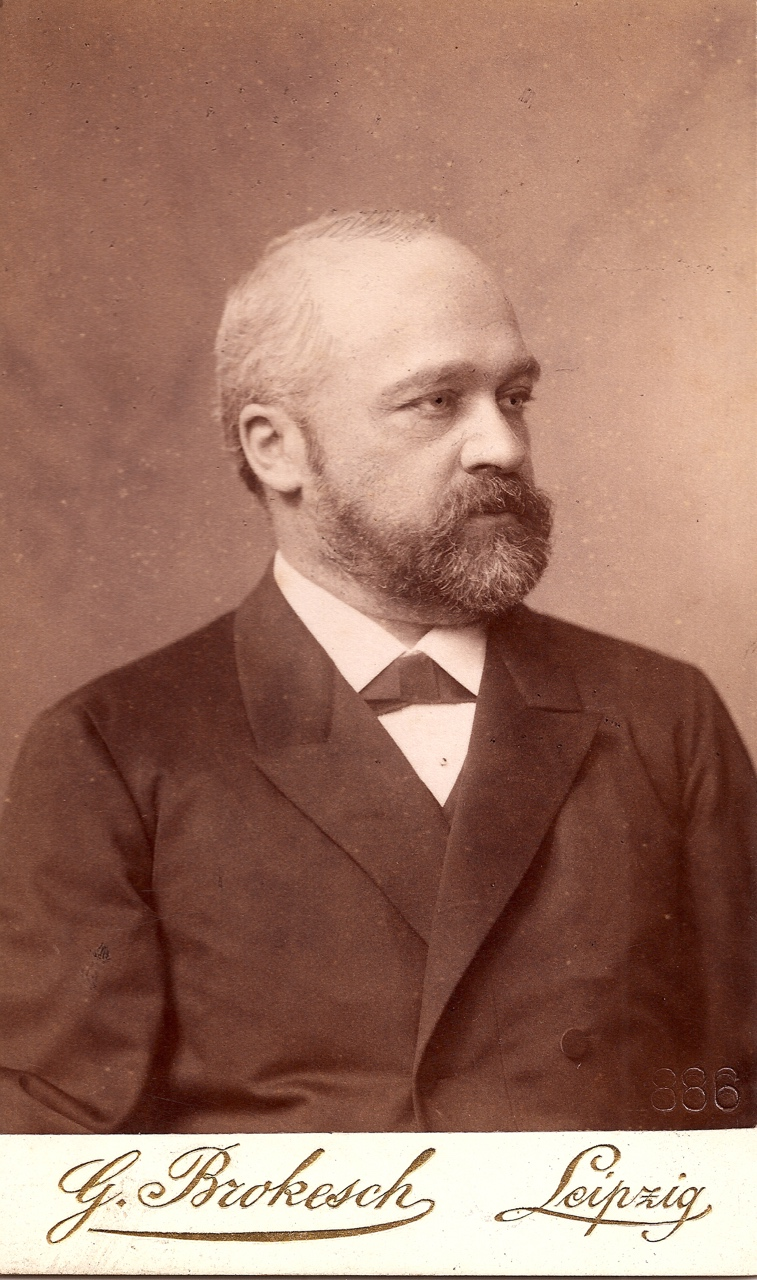
Oskar von Bülow 1886

- 11. September: Oskar von Bülow, deutscher Rechtswissenschaftler, königlich sächsischer Geheimrat († 1907)
- 12. September: Ludwig IV., Großherzog von Hessen-Darmstadt († 1892)
- 16. September: Peter V., König von Portugal († 1861)
- 17. September: Louis Jordan, deutscher Landwirt und Politiker († 1902)
- 20. September: Paul von der Planitz, sächsischer General und Kriegsminister († 1902)
- 22. September: Ernst Hardt, Pionier der Kölner Pferdebahn († 1898)
- 22. September: Annabelle Isabella Blunt, englische Baronin und Gestütsgründerin († 1917)
- 23. September: Thomas Grainger Stewart, britischer Pathologe († 1900)
- 24. September: Mark Hanna, US-amerikanischer Industrieller und Politiker († 1904)
- 27. September: Johann Innerhofer, österreichischer Gastwirt und Fremdenverkehrspionier († 1937)
- 29. September: Michał Bałucki, polnischer Schriftsteller († 1901)
- 03. Oktober: Nicolás Avellaneda, Präsident von Argentinien († 1885)
- 03. Oktober: Max Waechter, britischer Kaufmann und Philanthrop († 1924)
- 04. Oktober: Auguste-Réal Angers, kanadischer Politiker und Richter († 1919)
- 04. Oktober: Elizabeth Jane Gardner, US-amerikanisch-französische Malerin († 1922)
- 06. Oktober: Elard Hugo Meyer, deutscher Indogermanist († 1908)
- 08. Oktober: Anthony F. Ittner, US-amerikanischer Politiker († 1931)
- 08. Oktober: Otto Winter-Hjelm, norwegischer Komponist, Dirigent, Organist, Musikkritiker und -pädagoge († 1931)
- 10. Oktober: Robert Gould Shaw, US-amerikanischer Offizier († 1863)
- 12. Oktober: Hippolyte Gomot, französischer Politiker († 1927)
- 12. Oktober: Preston B. Plumb, US-amerikanischer Politiker († 1891)
- 15. Oktober: Leo Koenigsberger, deutscher Mathematiker († 1921)
- 16. Oktober: Eduard Paulus, deutscher Archäologe und Kunsthistoriker († 1907)
- 16. Oktober: Hiram A. Tuttle, US-amerikanischer Politiker († 1911)
- 20. Oktober: Marie d’Abbadie d’Arrast, französische Philanthropin († 1913)
- 20. Oktober: Frederick Herbert Torrington, kanadischer Organist, Dirigent, Komponist und Musikpädagoge († 1917)
- 21. Oktober: Cäcilie von Brockdorff, deutsche Malerin und Herausgeberin († 1912)
- 22. Oktober: Benjamin Butterworth, US-amerikanischer Politiker († 1898)
- 23. Oktober: Moritz Kaposi, österreichisch-ungarischer Mediziner († 1902)
- 24. Oktober: Heinrich Christian Horn, deutscher Unternehmer († 1899)
- 25. Oktober: Josep Berga i Boix, katalanischer Maler, Kunstpädagoge und Schriftsteller († 1914)
- 26. Oktober: Carl Koldewey, deutscher Polarforscher († 1908)
- 27. Oktober: Whitelaw Reid, US-amerikanischer Politiker und Diplomat († 1912)
- 27. Oktober: Ilia Tschawtschawadse, georgischer Schriftsteller und Politiker († 1907)
- 28. Oktober: Tokugawa Yoshinobu, letzter japanischer Shōgun († 1913)
- 30. Oktober: Otto zu Stolberg-Wernigerode, deutscher Politiker der Kaiserzeit († 1896)

### November/Dezember
- 03. November: Max Adamo, deutscher Historienmaler und Illustrator († 1901)
- 03. November: Émile Auguste Zurlinden, französischer General und Kriegsminister († 1929)
- 03. November: Elihu Jackson, US-amerikanischer Politiker († 1907)
- 05. November: Arnold Janssen, deutscher Missionar und Ordensgründer († 1909)
- 05. November: Lyman Enos Knapp, US-amerikanischer Politiker († 1904)
- 07. November: Ludwig Stieda, deutsch-baltischer Anatom († 1918)
- 08. November: Albert Raney Anderson, US-amerikanischer Politiker († 1898)
- 09. November: Alfred Holmes, englischer Geiger und Komponist († 1876)
- 11. November: Oskar Appelius, deutscher Architekt († 1904)
- 14. November: Franz Klüsner, deutscher methodistischer Prediger († 1916)
- 16. November: Franz Overbeck, deutscher Theologe († 1905)
- 19. November: Catharina Schwartz, deutsche Malerin († unbekannt)
- 22. November: Franklin MacVeagh, US-amerikanischer Politiker († 1934)
- 23. November: Johannes Diderik van der Waals, niederländischer Physiker († 1923)
- 25. November: Carl Abel, deutscher Altphilologe, Journalist und Übersetzer († 1906)
- 26. November: John Alexander Reina Newlands, englischer Chemiker († 1898)
- 01. Dezember: Leonard Landois, deutscher Physiologe († 1902)
- 01. Dezember: Emilie Wiede-Focking, deutsche Medizinerin († 1910)
- 02. Dezember: James McCleery, US-amerikanischer Politiker († 1871)
- 07. Dezember: Johann Nepomuk Graf Wilczek, österreichischer Polarforscher und Kunstmäzen († 1922)
- 07. Dezember: Baker Creed Russell, britischer General († 1911)
- 09. Dezember: Émile Waldteufel, Elsässer Musiker und Komponist († 1915)
- 12. Dezember: John Richard Green, britischer Priester, Historiker und Geograph († 1883)
- 14. Dezember: Arthur Sturgis Hardy, kanadischer Politiker († 1901)
- 15. Dezember: Ethelbert William Bullinger, Mitgestalter des konsequenten Dispensationalismus († 1913)
- 15. Dezember: Harrison E. Havens, US-amerikanischer Politiker († 1916)
- 17. Dezember: Robert N. Bodine, US-amerikanischer Politiker († 1914)
- 20. Dezember: George Madison Adams, US-amerikanischer Politiker († 1920)
- 20. Dezember: Anton Foerster, slowenischer Komponist († 1926)
- 22. Dezember: William H. Kitchin, US-amerikanischer Politiker († 1901)
- 22. Dezember: Valentin Pfeifer, deutscher Unternehmer der Zucker- und Motorenindustrie († 1909)

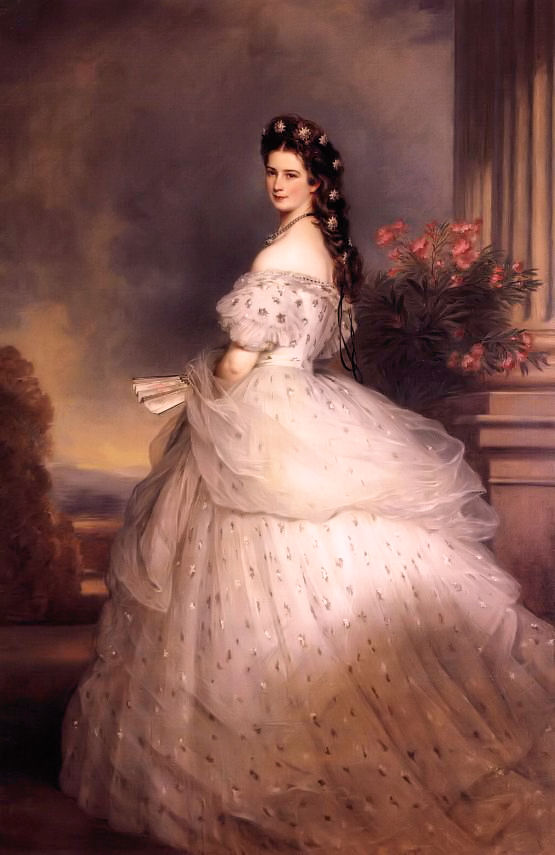
Elisabeth von Österreich-Ungarn, Gemälde von Franz Xaver Winterhalter

- 24. Dezember: Elisabeth, Kaiserin von Österreich und Königin von Ungarn geb. Herzogin in Bayern (Sisi) († 1898)
- 24. Dezember: Cosima Wagner, Leiterin der Bayreuther Festspiele († 1930)
- 25. Dezember: Robert Aßmus, deutscher Landschaftsmaler und Illustrator († 1904)
- 26. Dezember: Carl Heinrich Rappard, Schweizer Missionar († 1909)
- 26. Dezember: George Dewey, US-amerikanischer Admiral († 1917)
- 28. Dezember: Benjamin Johnson Lang, US-amerikanischer Organist, Pianist, Dirigent und Komponist († 1909)
- 30. Dezember: Marie Lipsius, deutsche Schriftstellerin und Musikhistorikerin († 1927)
- 31. Dezember: Wilhelm Fleischmann, deutscher Agrarwissenschaftler († 1920)

### Genaues Geburtsdatum unbekannt
- Manuel García de la Huerta Pérez, chilenischer Politiker († 1889)
- Sırapyon Manas, armenischer Theaterregisseur, Übersetzer, Autor und Schauspieler
- Josef Weikert, böhmischer Kirchenmusiker und Komponist († 1907)

## Gestorben

### Januar bis März
- 03. Januar: Félix Lepeletier, französischer Politiker (* 1767)
- 05. Januar: Karl Ferdinand Friese, preußischer Staatssekretär und Präsident der Preußischen Hauptbank (* 1770)
- 07. Januar: Franz Joseph Aloys Antony, deutscher katholischer Geistlicher, Kirchenmusiker, Pädagoge und Autor (* 1790)
- 09. Januar: Karl Friedrich Gerhard Gruner, deutscher Kaufmann und Politiker (* 1768)
- 09. Januar: Martin von Hochmeister, Bürgermeister von Hermannstadt (* 1767)
- 10. Januar: Johannes Weitzel, deutscher Schriftsteller, Verleger und Bibliothekar (* 1771)
- 11. Januar: François Gérard, französischer Maler (* 1770)
- 12. Januar: Augustin Andreas Geyer, katholischer Geistlicher und Fossiliensammler (* 1774)
- 13. Januar: Gerhard Philipp Heinrich Norrmann, deutscher Jurist und Hochschullehrer (* 1753)
- 17. Januar: Franz Paul Scholz, deutscher Geistlicher, Naturwissenschaftler und Forschungsreisender (* 1772)
- 17. Januar: Jakob Albrecht von Sienen, Senatssyndicus (* 1768)
- 20. Januar: Adam Afzelius, schwedischer Botaniker (* 1750)
- 22. Januar: Don Juan Bautista Arriaza y Superviela, spanischer Staatsmann und Dichter (* 1770)
- 22. Januar: Johann Christian Jakob Schneider, deutscher Mediziner (* 1767)
- 23. Januar: John Field, irischer Komponist und Pianist (* 1782)
- 23. Januar: Georg Karl von Sutner, deutscher Beamter (* 1763)
- 25. Januar: Georg Wilhelm Sigismund Beigel, deutscher Diplomat, Bibliothekar, Naturforscher und Mathematiker (* 1753)
- 30. Januar: Gottfried Daniel Krummacher, deutscher reformierter protestantischer Theologe (* 1774)
- 000Januar: Francesco Maria Appendini, italienischer Philologe und Historiker (* 1768)
- 01. Februar: Friedrich Franz I., Großherzog von Mecklenburg-Schwerin (* 1756)
- 02. Februar: Georg Ludwig Hartig, deutscher Forstwissenschaftler (* 1764)
- 03. Februar: Theophilus Friedrich Rothe, deutscher Jurist (* 1785)
- 03. Februar: Karl Söffner, preußischer Jurist (* 1773)
- 04. Februar: John Latham, britischer Arzt, Ornithologe, Naturforscher und Autor (* 1740)
- 07. Februar: Friedrich Franz Wilhelm Brunswig, deutscher Veterinärmediziner (* 1804)
- 07. Februar: Gustav IV. Adolf, schwedischer König (* 1778)

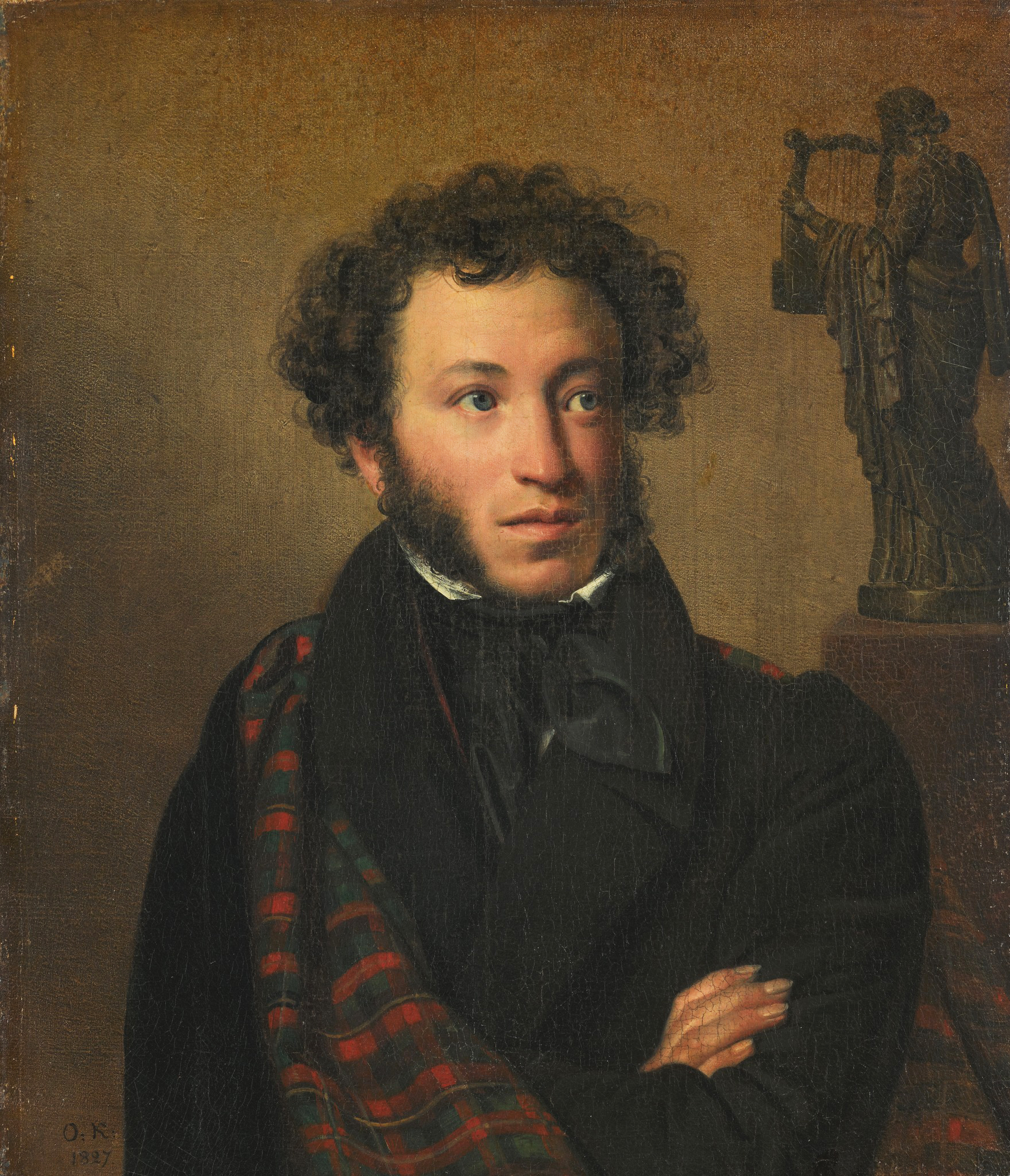
Alexander Puschkin, 1827

- 10. Februar: Alexander Puschkin, russischer Autor und Dichter (* 1799)
- 11. Februar: Albrecht Anton Adolph Hofmann, deutscher Jurist und Beamter (* 1758)
- 12. Februar: Carl Traugott Kreyßig, deutscher Jurist (* 1786)
- 12. Februar: Ludwig Börne, deutscher Schriftsteller (* 1786)
- 12. Februar: Edward Turner, englischer Chemiker (* 1798)
- 15. Februar: August Wilhelm Grüneberg, deutscher Orgelbauer (* 1787)
- 16. Februar: Gottfried Reinhold Treviranus, deutscher Arzt und Naturforscher (* 1776)
- 17. Februar: Johann Gottlieb Blümner, deutscher Beamter (* 1763)
- 17. Februar: Benjamin Ferdinand Herrmann, deutscher evangelischer Geistlicher (* 1757)
- 18. Februar: Augusta von Goldstein, deutsche Schriftstellerin (* 1764)

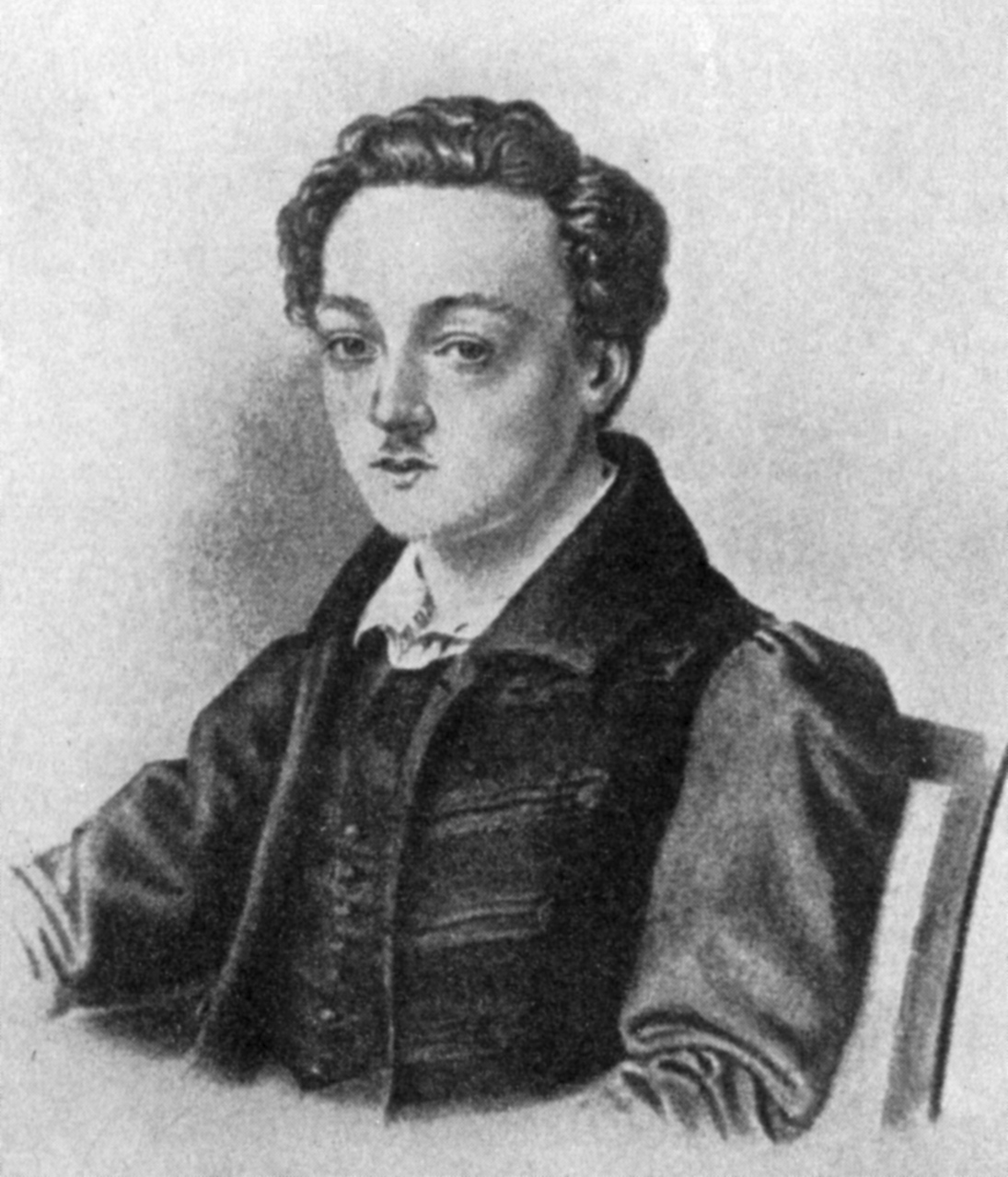
Georg Büchner

- 19. Februar: Georg Büchner, deutscher Schriftsteller (* 1813)
- 19. Februar: Thomas Burgess, englischer Autor und Philosoph (* 1756)
- 20. Februar: Ernst Häußler, deutscher Sänger, Komponist und Musiklehrer (* 1761)
- 20. Februar: Thomas Kirker, US-amerikanischer Politiker (* 1760)
- 20. Februar: Franz Anton von Neveu, deutscher Oberforstmeister und Gutsbesitzer (* 1781)
- 22. Februar: Karl Christian Daniel Baurschmidt, deutscher evangelischer Geistlicher und Pädagoge (* 1762)
- 22. Februar: Adolf Friedrich von Scheve, deutscher Jurist (* 1752)
- 23. Februar: Friedrich Ludwig Weidig, deutscher Pfarrer und Lehrer (* 1791)
- 03. März: Viktor Joseph Dewora, deutscher katholischer Geistlicher und Pädagoge (* 1774)
- 04. März: Karl Joseph Stegmann, deutscher Redakteur (* 1767)
- 06. März: Johann Karl Sigmund Kiefhaber, deutscher Beamter und Historiker (* 1762)
- 06. März: Juri Lisjanski, russischer Marineoffizier und Entdecker (* 1773)
- 07. März: Manthatulat, König von Luang Phrabang (* 1772)
- 08. März: Johann Bartholomäus Trommsdorff, deutscher Apotheker (* 1770)
- 11. März: Karl Friedrich Franciscus von Steinmetz, deutscher Generalleutnant und Kartograf (* 1768)
- 12. März: Franz Xaver Josef Ackermann, badischen Jurist und Politiker (* 1778)
- 16. März: François-Xavier Fabre, französischer Maler, Zeichner, Radierer und Kunstsammler (* 1766)
- 19. März: Christian Adam Dann, evangelischer Theologe und Tierschützer (* 1758)
- 19. März: Otto Christian Friedrich Kuhfahl, deutscher Pädagoge (* 1768)
- 22. März: Karl Gustav Himly, deutscher Augenarzt (* 1772)
- 22. März: Karl Christian von Mann genannt Tiechler, deutscher Jurist und Herausgeber (* 1773)
- 24. März: Édouard Thomas Burgues de Missiessy, französischer Admiral (* 1756)
- 25. März: Johann Heinrich Christian Barby, deutscher Pädagoge und Philologe (* 1765)
- 27. März: Pierre Coudrin, französischer Priester und Ordensgründer (* 1768)
- 27. März: Maria Fitzherbert, erste Ehefrau des späteren Königs Georg IV. von Großbritannien (* 1756)
- 28. März: Benjamin Adams, US-amerikanischer Politiker (* 1764)
- 28. März: Friedrich Leonhardi, deutscher Advokat, Regierungsprokurator und Abgeordneter im Fürstentum Waldeck (* 1794)
- 31. März: John Constable, britischer Landschaftsmaler (* 1776)

### April bis Juni
- 03. April: Benjamin Christoph Gimmerthal, deutscher evangelischer Geistlicher (* 1769)
- 04. April: Christian Ernst Stölzel, deutscher Maler, Radierer und Kupferstecher (* 1792)
- 04. April: Ōkubo Tadazane, Daimyō von Odawara und Rōjū (* 1782)
- 08. April: Gustav Ludwig Ferdinand Raabe, sächsischer General der Artillerie (* 1774)
- 09. April: Domenico Quaglio, deutscher Architekturmaler der Romantik (* 1787)
- 10. April: Hans Ernst Bütemeister, deutscher Beamter (* 1750)
- 12. April: Abner Lacock, US-amerikanischer Politiker (* 1770)
- 13. April: Sebastian Scharnagel, deutscher Maler (* 1791)
- 17. April: Joseph Anderson, US-amerikanischer Politiker (* 1757)
- 17. April: Emil Friedrich I. von Bentheim-Tecklenburg, Landesherr über die Grafschaft Bentheim (* 1795)
- 19. April: Jean Pierre Frédéric Ancillon, preußischer Staatsmann (* 1767)
- 20. April: Reinhard Woltman, deutscher Wasserbauingenieur (* 1757)
- 21. April: Michael von Erdelyi, österreichischer Tierarzt und Hochschullehrer (* 1782)
- 22. April: David Brydie Mitchell, US-amerikanischer Politiker (* 1766)
- 25. April: Gottfried Konrad Hecht, deutscher Beamter und Botaniker (* 1771)
- 27. April: Friedrich August von Ausin, preußischer Beamter und bayerischer Geheimrat (* 1758)
- 27. April: Heinrich Schmelka, deutscher Theaterschauspieler (* 1777)
- 28. April: Wilhelm Schumacher, deutscher Schriftsteller und Zeitungsverleger (* 1800)
- 29. April: Karl Wünsch, deutscher Jurist (* 1793)
- 30. April: Wilhelm Birett, deutscher Buchhändler (* 1793)
- 05. Mai: Niccolò Antonio Zingarelli, italienischer Komponist (* 1752)
- 06. Mai: Jacob Christoph Rudolph Eckermann, deutscher evangelischer Theologe und Hochschullehrer (* 1754)
- 06. Mai: Karl August von Schütz, deutscher Beamter (* 1777)
- 08. Mai: Robert Heriot Barclay, britischer Marineoffizier (* 1786)
- 08. Mai: August von Einsiedel, deutscher Philosoph, Naturforscher und Afrikareisender (* 1754)
- 10. Mai: Georg Karl Friedrich Emmrich, deutscher evangelischer Geistlicher und Pädagoge (* 1773)
- 18. Mai: Hans Christian Lyngbye, dänischer Pfarrer, Botaniker und Herausgeber (* 1782)
- 19. Mai: Antonio Rolla, italienischer Violinvirtuose (* 1798)
- 24. Mai: Wilhelm Dietrich Hermann Flebbe, deutscher Beamter (* 1755)
- 25. Mai: Carl Gottfried Theodor Chladenius, deutscher Jurist und Bürgermeister (* 1759)
- 25. Mai: Johann Andreas Matthias, deutscher Theologe und Pädagoge (* 1761)
- 28. Mai: Friedrich Carl August Rücker, deutscher Buchhändler und Verleger (* 1773)
- 30. Mai: Johann Gottlieb Lehmann, deutscher Pädagoge und Philologe (* 1782)
- 02. Juni: Aloys Wagner, deutscher katholischer Geistlicher (* 1771)
- 03. Juni: Rudolf Abraham von Schiferli, Schweizer Chirurg und Professor (* 1775)
- 07. Juni: Gotthilf August von Maltitz, deutscher Schriftsteller (* 1794)
- 07. Juni: Johannes Wilhelmus Timpe, deutsch-niederländischer Orgelbauer (* 1770)
- 09. Juni: Theodor Gottlieb Carl Keyßner, deutscher evangelischer Geistlicher und Pädagoge (* 1757)
- 14. Juni: Giacomo Leopardi, italienischer Dichter (* 1798)
- 18. Juni: Pietro Francesco Galleffi, italienischer Kardinal (* 1770)
- 18. Juni: Carl Christian Horvath, deutscher Buchhändler; Gründer des deutschen Börsenvereins der Buchhändler (* 1752)
- 20. Juni: Giovanni Furno, italienischer Komponist und Musikpädagoge (* 1748)

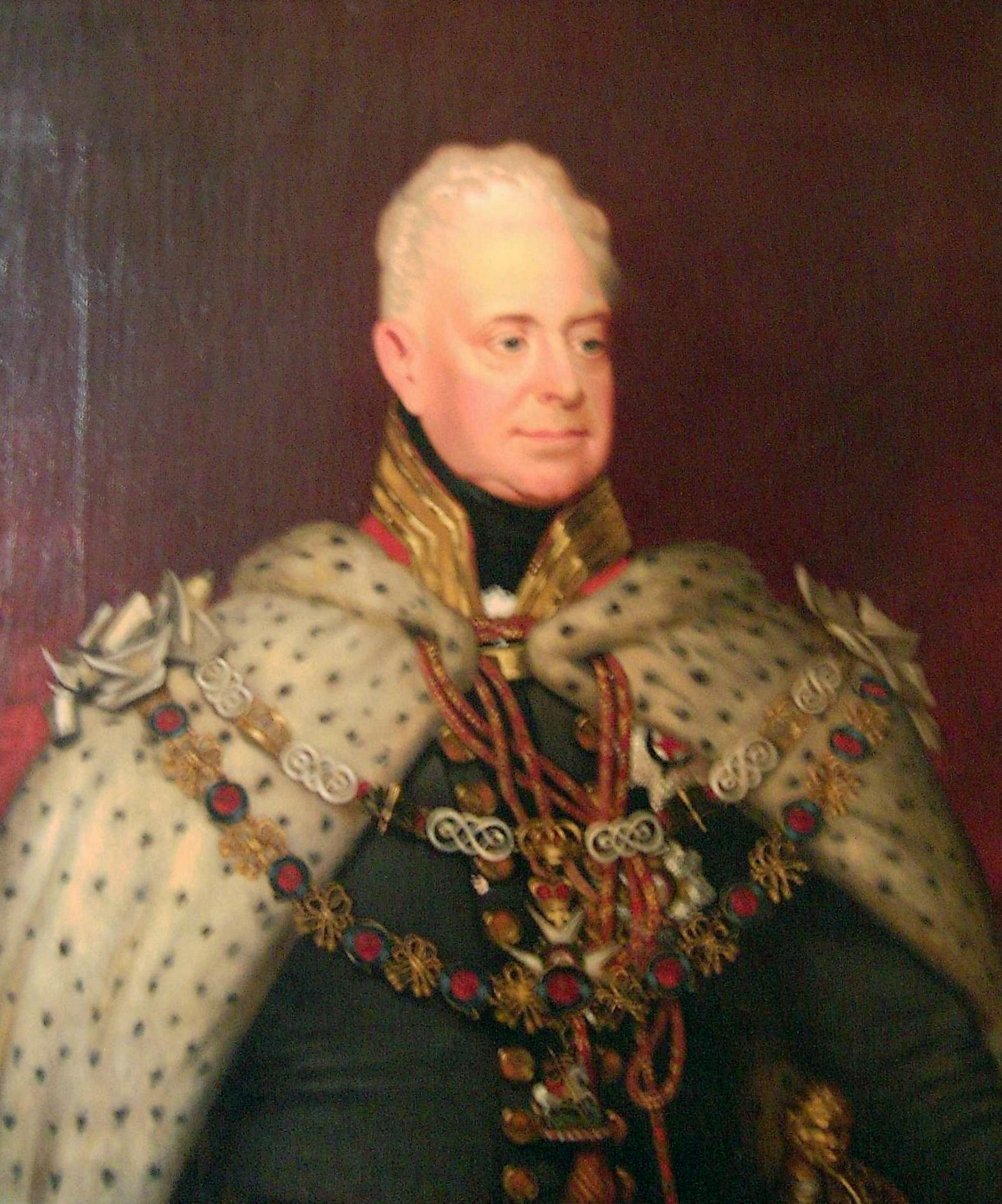
Wilhelm IV.

- 20. Juni: Wilhelm IV., König von Großbritannien und Irland und König von Hannover (* 1765)
- 21. Juni: Justus Erich Walbaum, deutscher Typograf, Schriftgießer und Stempelschneider (* 1768)
- 29. Juni: Aloys Hirt, deutscher Archäologe (* 1759)

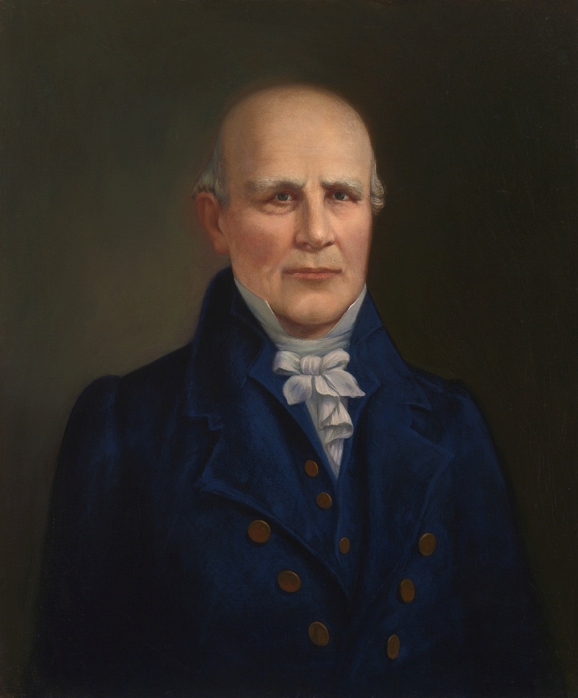
Nathaniel Macon

- 29. Juni: Nathaniel Macon, US-amerikanischer Politiker (* 1757)
- 26. Juni: Karl Christian Gmelin, deutscher Botaniker und Naturforscher (* 1762)

### Juli bis September
- 07. Juli: Georg Ludwig von Anns, deutscher Politiker (* 1760)
- 09. Juli: Job von Witzleben, preußischer Generalleutnant und Kriegsminister (* 1783)
- 18. Juli: Ludwig Kasimir von Auer, deutscher Offizier (* 1788)
- 19. Juli: Agustín Eyzaguirre, chilenischer Präsident (* 1768)
- 24. Juli: Alphonse Bourquin, Schweizer Aufständischer (* 1802)
- 24. Juli: Robert Cocking, englischer Fallschirmspringer und Erfinder einer Fallschirmkonstruktion (* 1776)
- 25. Juli: Rudolf Rebmann, Schweizer Landwirt und Politiker (* 1759)
- 28. Juli: Joseph Schubert, deutscher Violinist, Bratschist und Komponist (* 1757)
- 03. August: Pius August, Herzog in Bayern (* 1786)
- 06. August: Johann Nepomuk Schelble, deutscher Dirigent, Sänger und Pädagoge (* 1789)
- 09. August: Carl von Brühl, Generalintendant der Schauspiele und Museen in Berlin (* 1772)
- 16. August: William Daniell, britischer Maler (* 1769)
- 16. August: John Floyd, US-amerikanischer Politiker (* 1783)
- 16. August: Christian Ludwig Nitzsch, deutscher Biologe (* 1782)
- 29. August: John Brown, US-amerikanischer Politiker (* 1757)
- 02. September: Franz Xaver Hackher zu Hart, Genie-Oberst und Verteidiger des Grazer Schlossbergs (* 1764)
- 14. September: Agathon Fain, Geheimsekretär Napoleons I. (* 1778)
- 16. September: Filippo Buonarroti, italienisch-französischer Politiker und Publizist (* 1761)
- 19. September: Seerp Gratama, niederländischer Rechtswissenschaftler (* 1757)
- 21. September: Georg Ludolf Dissen, deutscher Altphilologe (* 1784)
- 25. September: Isham Talbot, US-amerikanischer Politiker (* 1773)
- 28. September: David Barton, US-amerikanischer Politiker (* 1783)
- 29. September: Anton Höfer, deutscher Lehrer und Kirchenmusiker (* 1764)

### Oktober bis Dezember
- 03. Oktober: Étienne Tardif de Pommeroux de Bordesoulle, französischer General (* 1771)
- 04. Oktober: Jean-François Varlet, französischer Politiker (* 1764)
- 04. Oktober: Isaac Wilbour, US-amerikanischer Politiker (* 1763)
- 05. Oktober: Hortense de Beauharnais, Königin von Holland und Mutter des Kaisers Napoleon III. (* 1783)
- 06. Oktober: Jean-François Lesueur, französischer Kirchenmusiker und Komponist (* 1760)
- 09. Oktober: Oliver H. Prince, US-amerikanischer Politiker (* 1787)
- 10. Oktober: Charles Fourier, französischer Gesellschaftstheoretiker (* 1772)
- 11. Oktober: Rudolf Braendlin, Schweizer Unternehmer und Politiker (* 1780)
- 11. Oktober: Heinrich Vitzthum von Eckstädt, Generaldirektor des Dresdner Kunstakademie sowie Direktor des Hoftheater und der Hofkapelle (* 1770)
- 12. Oktober: Rosalie Wagner, deutsche Theaterschauspielerin (* 1803)
- 16. Oktober: Archibald Austin, US-amerikanischer Politiker (* 1772)
- 17. Oktober: Johann Nepomuk Hummel, österreichischer Komponist und Pianist (* 1778)
- 05. November: Abraham Ascher, deutscher Rabbiner (* 1794)
- 11. November: George Wyndham, 3. Earl of Egremont, britischer Peer und Mäzen (* 1751)
- 13. November: Carl Wilhelm Leske, deutscher Verleger und Buchhändler (* 1784)
- 19. November: Carl Theodor Barth, deutscher Jurist und demokratischer Publizist (* 1805)
- 24. November: Joseph Kent, US-amerikanischer Politiker (* 1779)
- 30. November: Andreas Florian Meilinger, deutscher Philosoph und Benediktinermönch (* 1763)
- 06. Dezember: Friedrich August Ludwig von der Marwitz, preußischer General und Politiker (* 1777)
- 15. Dezember: Isaak Altmann, Bremer Landschaftsgärtner (* 1777)
- 22. Dezember: Lino Gallardo, venezolanischer Komponist (* 1773)
- 24. Dezember: David E. Jackson, US-amerikanischer Trapper und Pelzhändler (* 1785/90)
- 24. Dezember: Johann Christian Stark der Jüngere, deutscher Mediziner (* 1769)
- 25. Dezember: Alexandre Grimod de la Reynière, französischer Lehrmeister für Kochkunst und Erfinder der Gastronomiekritik (* 1758)
- 25. Dezember: Karl Friedrich Reinhard, französischer Diplomat, Staatsmann und Schriftsteller (* 1761)

### Genaues Todesdatum unbekannt
- Al-Hadjdj Muhammad al-Amîn al-Kânemî, arabischer Gelehrter (* 1776)
- John Edwards, US-amerikanischer Politiker (* 1748)